# Sartori de Vicenza
Nota: para outras famílias homônimas mas não consanguíneas, consulte Sartori.

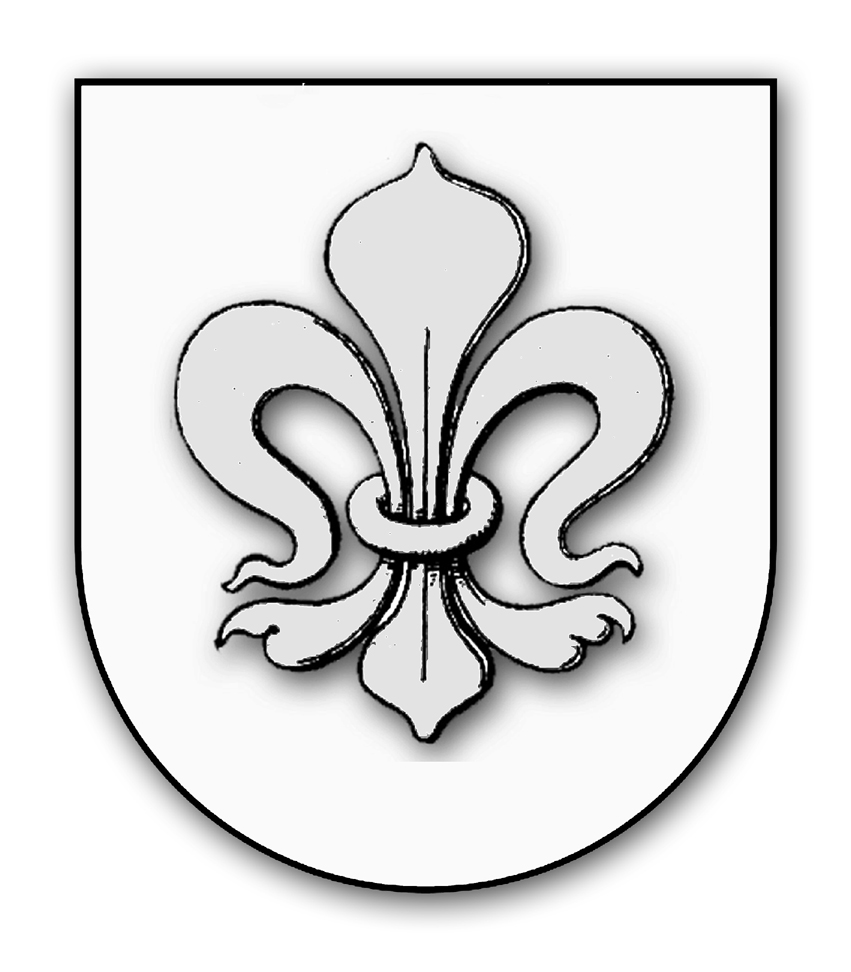
Presumida forma primitiva do brasão da família, gravado na fachada de uma villa que possuíram em Roana. A villa foi destruída na I Guerra Mundial e a descrição remanescente do brasão não é muito informativa, dizendo apenas que continha um lírio, sem especificar suas cores, sua posição, ou se havia outros elementos. O lírio, símbolo tradicional de Florença, pode ser uma referência às suas origens florentinas.

Sartori é uma antiga família nobre da Itália. Foi fundada em 1295 em Vicenza, onde foram feudatários agregados à vassalagem episcopal. Antes de 1500 foram admitidos também no patriciado cívico. A família fez fortuna principalmente na exploração e comércio de madeira, acumulando um ingente patrimônio financeiro e fundiário. A partir do século XVI estabeleceram sua principal sede em Bassano del Grappa, e lançaram outros ramos para outras cidades do Vêneto, do Trentino, da Áustria e do Brasil. Os vários ramos da família detiveram várias titulações: foram senhores feudais em Roana, Foza, Castegnero e Meledo Alto; nobres em Vicenza, Bassano del Grappa e Belluno, cavaleiros hereditários em Primiero; patrícios em Vicenza, Roana, Asiago, Lusiana, Foza, Asolo, Valstagna, Longarone e Bassano del Grappa. Família muito prolífica e ramificada, produziu três bispos e muitos religiosos, literatos, professores, acadêmicos, notários, políticos, magistrados e administradores de instituições civis e religiosas. O sobrenome às vezes é grafado como Sartore, Sartor ou Sartorio.

## Origens
Os Sartori descendem de florentinos que chegaram a Vicenza acompanhando o bispo Andrea dei Mozzi, membro de uma das mais ilustres famílias de magnatas de Florença na Idade Média, transferido para Vicenza depois de ser envolvido em um grande escândalo, cuja natureza ainda é mal compreendida. Seja como for, o bispo chegou a Vicenza em fins de 1295, mas já estava doente e morreu em menos de um ano, provavelmente em agosto de 1296.

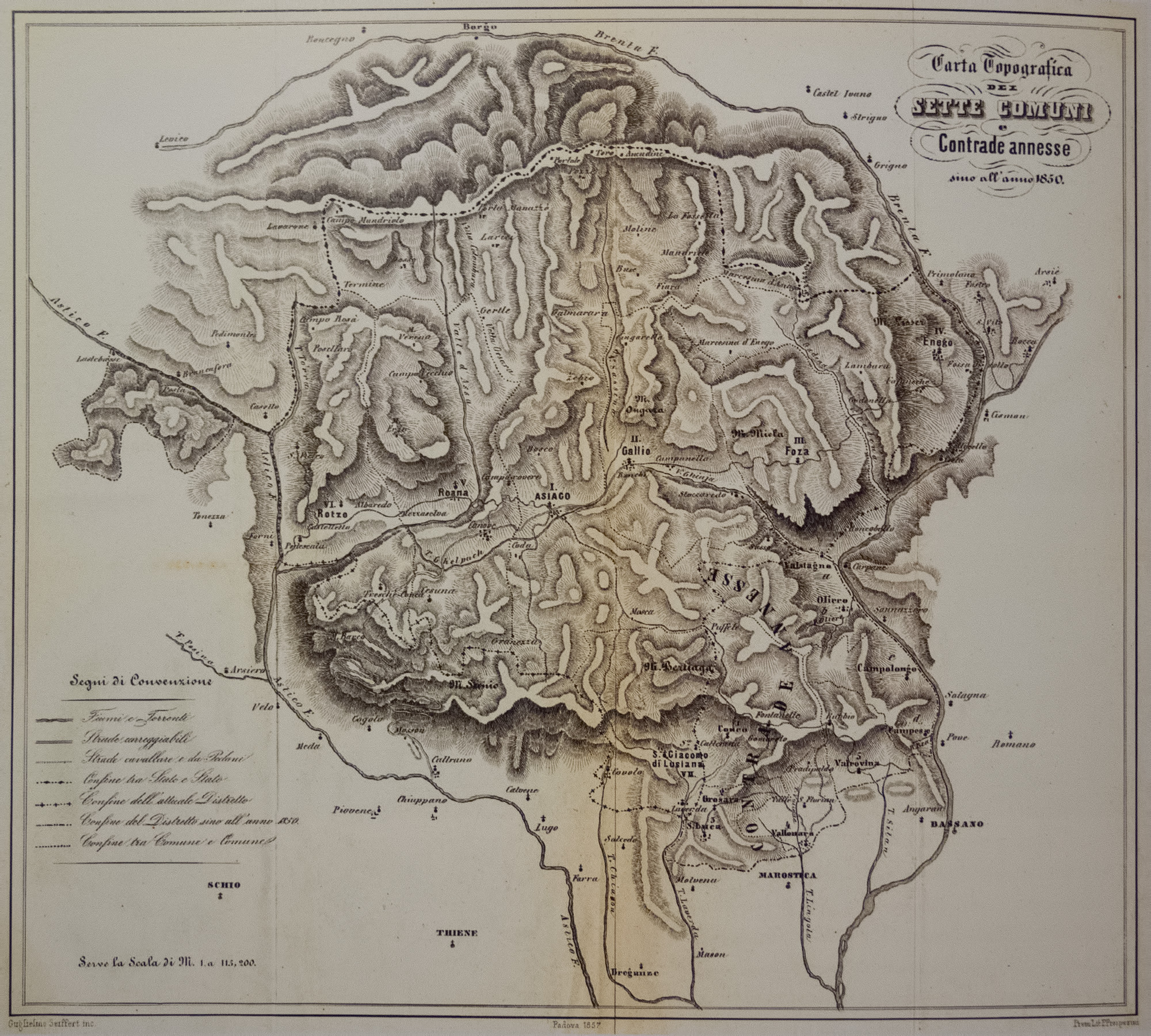
Mapa topográfico da região das Sete Comunas

Antes disso ele distribuiu feudos entre alguns de seus servidores, entre os quais membros de uma família cujo sobrenome original se desconhece, e que veio a adotar o sobrenome Sartori em Vicenza. Os Sartori receberam feudo em Roana, uma das Sete Comunas situadas no planalto vicentino que compunham uma federação semi-independente. Ao mesmo tempo, o bispo os inscreveu como vassalos da Mesa Episcopal, naturalizando-os como nobres vicentinos, assim permanecendo sob os bispos sucessivos. O abade Modesto Bonato, historiador das Sete Comunas, escrevendo em meados do século XIX, disse que nos registros públicos que encontrou existia apenas uma única tradição sobre os Sartori vicentinos, que é esta referindo uma origem florentina e fixação inicial em Roana.
Os Sartori chegaram a Vicenza numa época em que o poder dos bispos estava em franco declínio, tendo governado a cidade de facto como um feudo episcopal desde o século IX, a despeito de ser nominalmente um condado laico, e o sistema político, através da pressão da burguesia emergente apoiada pelo partido dos condes de Vicenza, se rearticulava de maneira mais democrática, na chamada "fase comunal". O conflito entre os bispos e os condes era endêmico, mas no século XIII o partido popular já levava uma clara vantagem, acentuada por uma série de administradores episcopais incompetentes ou corruptos. Uma das estratégias adotadas pelos bispos nesse período de crise foi cooptar apoiadores através da concessão de feudos e privilégios, o que nem sempre resultou como o pretendido; muitas famílias beneficiadas passaram a perseguir seus próprios interesses e disputar o poder.

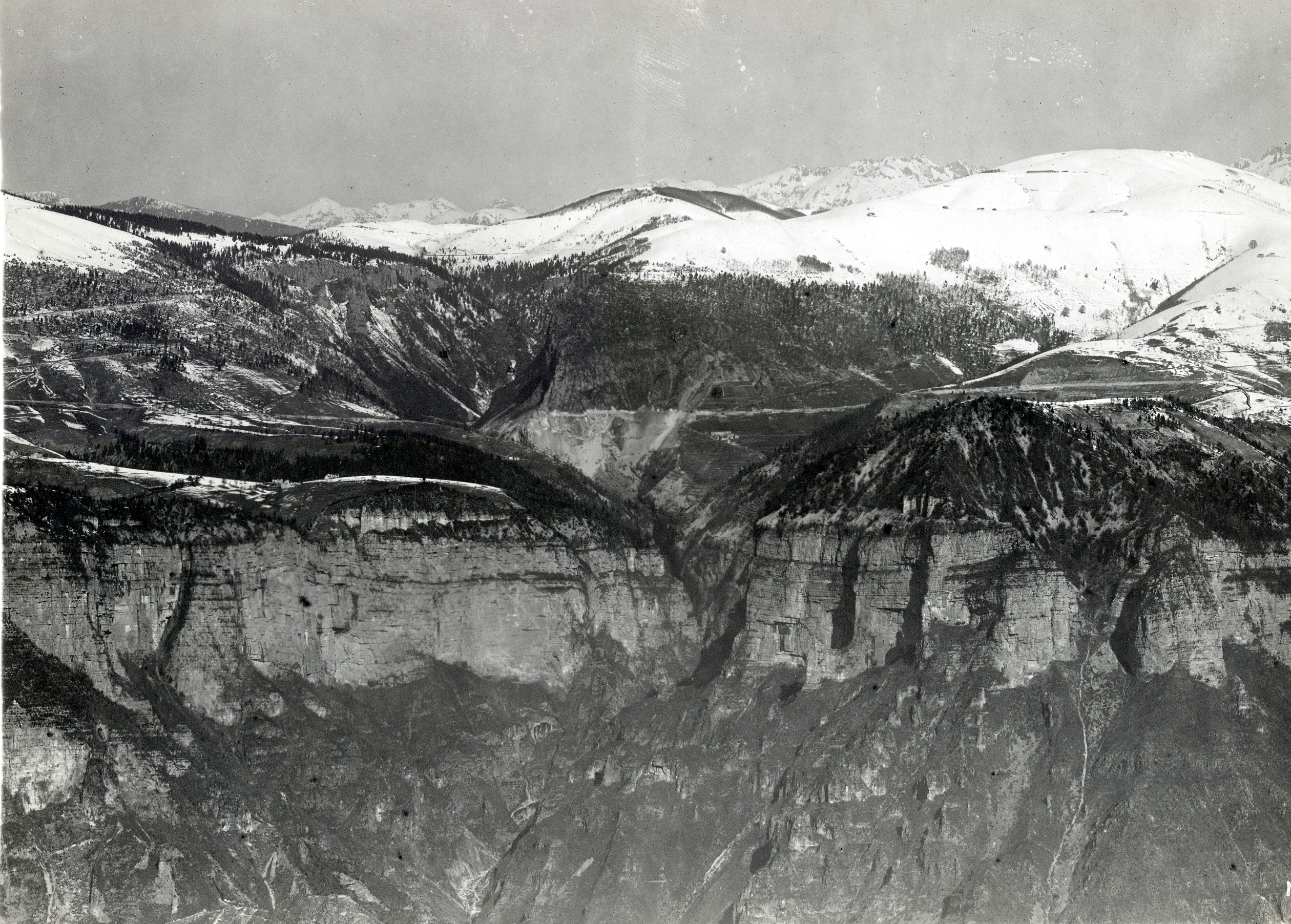
O Monte Sasso Rosso em Foza, antigo feudo dos Sartori

Os nomes dos fundadores da família são desconhecidos. Depois da morte do bispo Mozzi a família se concentrou em torno do seu feudo. Dispondo de uma base social e econômica bem estabelecida, os novos Sartori prosperaram adquirindo novos feudos e vastas áreas de terras no planalto vicentino em torno de Roana, descendo então pelo vale do rio Brenta, onde estabeleceram laços de parentesco com as principais famílias da região. A partir do século XV voltam a se fazer presentes na sede urbana vicentina, onde ingressam do patriciado e alguns personagens se destacam, e depois se espalham por muitas outras comunas no Vêneto, sendo geralmente recebidos nos patriciados locais. No século XVI a família já havia se dividido em múltiplos ramos e vários deles haviam adquirido uma grande riqueza, especialmente através da exploração e comércio de madeira.

## Sete Comunas

### Contexto

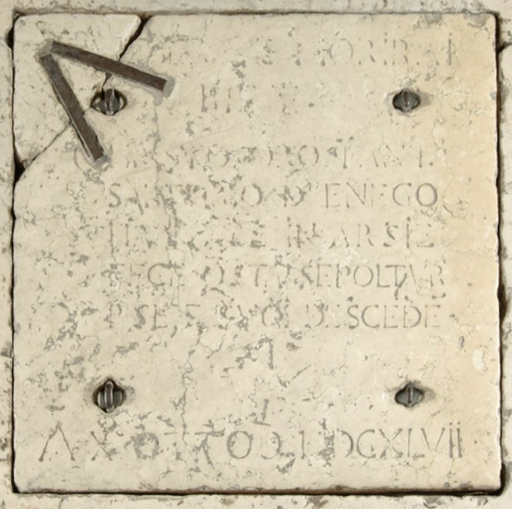
Lápide tumular de Antonio Sartori de Enego, sepultado em Arsiè (6 km) em 1647

Tendo como centro em Roana, integrante da Federação das Sete Comunas do planalto vicentino (mais Asiago, Lusiana, Enego, Foza, Gallio e Rotzo), as localidades do entorno desde o século XIV foram marcadas pela presença dos Sartori, seja através da posse de propriedades, seja através de residência. Contudo, o contexto da região não favoreceu a manutenção da nobreza feudal da família por muito tempo. Em 1405 a Federação se sujeitou a Veneza, preservando contudo uma grande autonomia, seus costumes e seus antigos privilégios fiscais e comerciais. No século XVI os feudos da região estavam quase todos extintos, já que as comunas desde o século XIII estavam desenvolvendo um sistema de governo semidemocrático conhecido como regolaneria.
Cada comuna tinha um Conselho, formado por todos os chefes de família que pagavam impostos e tinham o estatuto formal de cidadãos,Ver nota: aqui chamados vicini. Residentes que não eram cidadãos não tinham direitos políticos. O Conselho tinha capacidade de legislar localmente, fiscalizar as contas públicas e eleger a) procuradores ou deputados para assuntos extraordinários e b) o decano (também chamado governador), magistrado ordinário com funções cerimoniais, representativas e executivas, mais ou menos equivalente a um prefeito moderno, com capacidade de indicar oficiais administrativos (síndicos) para gestão da coisa pública. Para a administração da justiça em primeira instância e solução de disputas eram escolhidos, entre os cidadãos idôneos e conhecedores dos costumes, e com o consentimento das partes, árbitros ad hoc com função de juiz. A capital da Federação era Asiago, onde se reunia a Regência, um conselho formado por um ou dois ministros de cada comuna sob a presidência de um chanceler, que centralizava a administração federativa e a política externa, fiscalizava a atividade política das comunas, arbitrava disputas entre elas e indicava os núncios (procuradores da Regência em alguma outra cidade). A administração da justiça em segunda instância e a defesa militar estavam a cargo da podesteria de Vicenza, representando o governo veneziano.
A maioria do território era de posse coletiva, indivisível e inalienável, o uso das pastagens e recursos florestais públicos era regulamentado e dependia da concessão da comunidade, era gratuito na medida necessária para o sustento das famílias, mas para exploração comercial pagava-se taxas. Situadas em zona montanhosa imprópria para a agricultura, a economia das Sete Comunas se baseava no pastoreio (principalmente ovelhas) e na exportação de lã, madeira e peles de animais silvestres, importando principalmente grãos, vinho, sal, tecidos e ferramentas. Vicenza era o principal parceiro comercial. Embora fossem comunas pequenas (Asiago tinha 1.944 habitantes em 1558, Gallio tinha 1.575, e as outras de 806 a 1.026), segundo Francesco Bianchi nesta época "as Sete Comunas eram dotadas de uma organização econômica suficientemente articulada e lucrativa para chamar a atenção dos comerciantes da planície, intimamente ligados e integrados com os circuitos produtivos da cidade de Vicenza e seus arredores".
Não havia uma divisão da sociedade em estamentos rígidos, nem uma classe formal de nobres e nem uma definição jurídica para a nobreza. Mesmo assim, havia um patriciado burguês formado pelas famílias mais ricas e cultas e aquelas que obtivessem os principais cargos públicos. No século XVI as famílias locais mais empreendedoras já acumulavam fortunas, entre elas os Sartori. Disse o historiador oitocentista Giuseppe Nalli que a presença da família Sartori honrava as Sete Comunas. Alguns membros são registrados na região com títulos nobres, como Bonato, Marco e Giovanni Martino, mas as fontes não esclarecem como foram obtidos. A história das Sete Comunas — e por conseguinte a dos Sartori nesta região — é mal conhecida até o fim do século XVI devido a uma maciça perda documental. Com a queda de Veneza para os franceses em 1797, o sistema de governo coletivo vigente nas Sete Comunas, responsável pela sua estabilidade política e prosperidade econômica, entrou em colapso, sendo abolido oficialmente em 1807. Na I Guerra Mundial as comunas foram quase totalmente destruídas, sendo palco de algumas das mais sangrentas e devastadoras batalhas do front italiano.

### Roana

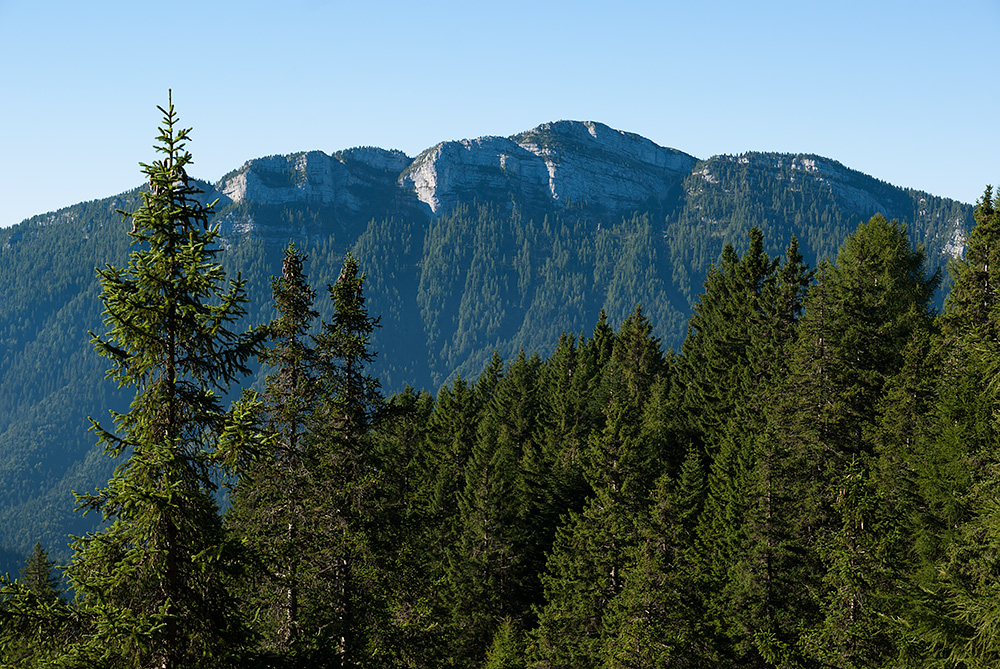
O Monte Verena em Roana, antigo feudo dos Sartori

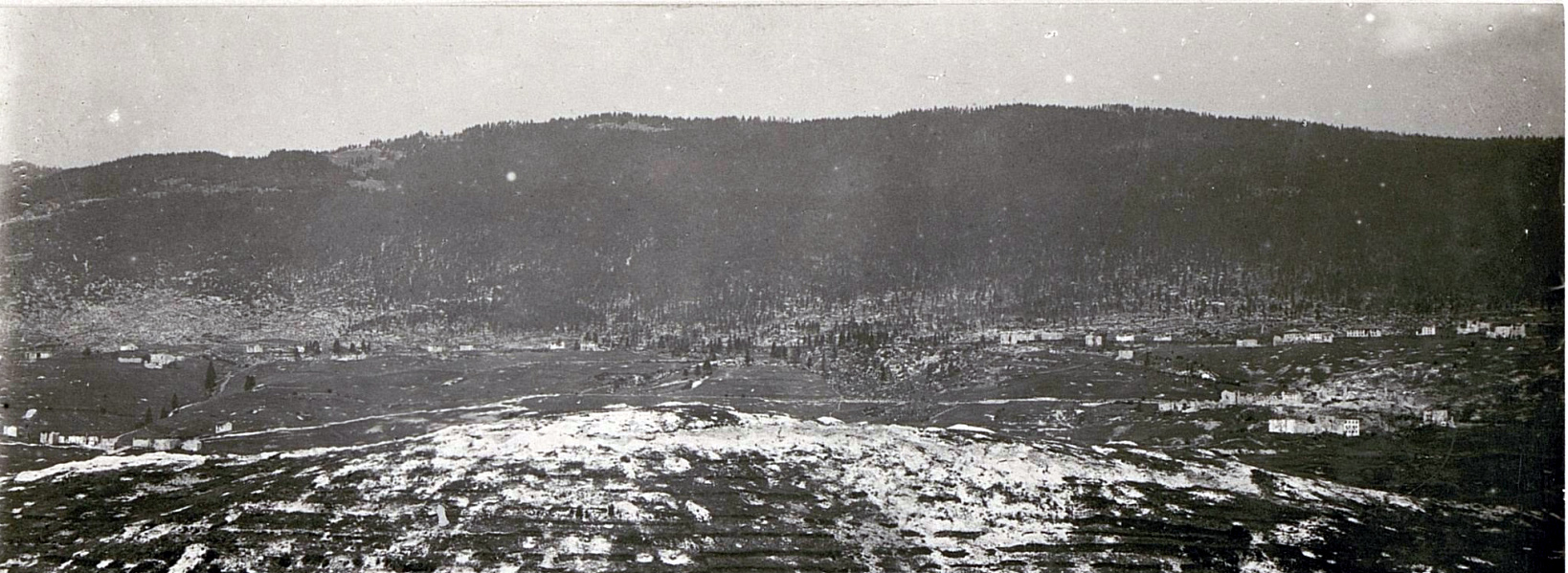
O Monte Erio em Roana, antiga propriedade dos Sartori

Em Roana, além do feudo recebido do bispo Andrea dei Mozzi em 1295, que deu origem à Contrada Sartori, possuíram as montanhas Erio e Verena, esta última também enfeudada, além do feudo de Verenetta e outras propriedades. Segundo Alessandro Scandale, a família foi uma das protagonistas na separação jurídica de Roana a partir de Rotzo e sua constituição em nova comuna em 1300.
Marco de Roana foi condottiero a serviço da República de Veneza, distinguindo-se nas guerras contra os otomanos no fim do século XVII. Foi capitão durante o assédio de Budapeste e governador da Dalmácia Veneziana (hoje em Montenegro). Lutou com bravura em Grahovo, então uma praça crucial para conter o avanço dos otomanos. Segundo relatório de 19 de julho de 1690 do provedor veneziano Nicolò Erizzo ao Senado, "o general Sartori prestou um serviço fecundo em Grahovo, demonstrando suma prudência na transmissão das minhas instruções aos habitantes daquela planície a fim de que permanecessem fiéis à Sereníssima Majestade, e conseguiu muito bem dissipar a hesitação em que andavam a respeito de se sujeitarem ou não ao paxá de Herzegovina". Ele continua, dizendo que incumbiu Sartori de inspecionar dois destacamentos avançados, o que ele fez com uma força de 40 camponeses armados e 30 soldados, encontrando-os em extrema desordem, quando foi atacado por 400 cavaleiros otomanos, que o reconheceram e investiram. Ele defendeu-se com seus soldados e dois camponeses, enquanto os outros fugiram:
"Furioso foi o ataque, mas intrépida foi a resistência, e depois de três horas de combate sangrento e incerto, prevaleceram sobre o inimigo, embora reforçado por sua própria infantaria, o ímpeto e o valor daqueles poucos cristãos, os quais, lutando generosamente, abriram o caminho para uma retirada honrosa, refugiando-se na Torre com a única perda de 14 de seus companheiros, e de outros sete homens, que com vários aldeões, se destacaram no reforço do primeiro, corajosamente sacrificando-se no glorioso serviço de Vossa Senhoria, não sem antes causarem considerável estrago entre os turcos mais ousados, entre os quais estava o comandante de Nevisigne, que também foi morto. [...] Marco Sartori, sustentando valentemente com seus poucos soldados a agressão de bárbaros, e repelindo a temeridade dos mais ousados, cumprindo nesta como nas outras batalhas daquelas memoráveis agruras a função que lhe coube, é credor do mérito de bom oficial e fiel súdito de Vossas Senhorias, a quem recomendo premiá-lo com uma medalha de ouro".
No século XVII Griguolo filho de Zan foi decano de Roana. Dominus Giovanni Steffano era o decano em 1683. Em 1702 falecia em Roana o excelentíssimo nobil uomo [homem nobre] Giovanni Martino, filho de Tommaso, casado com a domina Angela Cerato degli Orsini de Valdastico. Sua família era muito rica e notável. Em 1729 os irmãos Marco, Francesco e Fabbio fundaram uma capela na Contrada Sartori, dedicada a São Felipe Néri, destruída na I Guerra Mundial e restaurada em 1931. Em 1743 a Regência indicou o signor Fabbio, doutor em Direito, como núncio plenipotenciário em Vicenza, encarregado de resolver uma disputa entre as Sete Comunas e a comuna de Montecchio Maggiore, e em 1745 deu ajuda jurídica fundamental no processo de recuperação dos privilégios perdidos da alfândega da Federação. O signor Angelo era o único professor público de Roana em 1833. Giovanni Battista (*1830) era capelão curado da Igreja de Santa Justina em 1863.

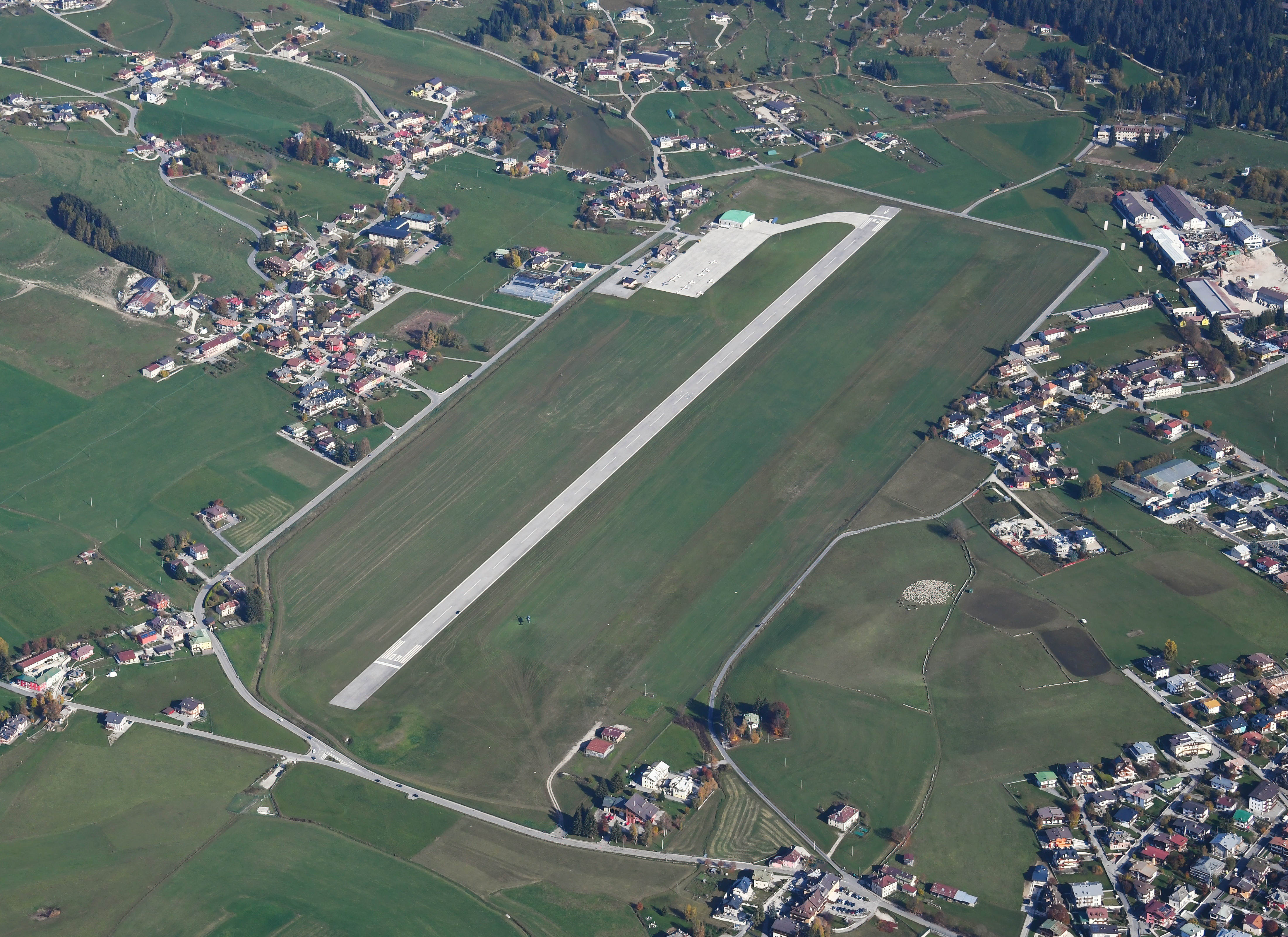
Aeroporto Romeo Sartori em Asiago

Ainda de Roana podem ser citados Corrado, tenente da artilharia na I Guerra Mundial, especialista em reconhecimento aéreo, recebeu a Medalha de Prata do Valor Militar do Ministério da Guerra pela "singular perícia" de seu trabalho técnico e por ser um "exemplo constante de desprezo por todo perigo, de abnegação e de firmeza". Romeo Arturo (1897-1933), piloto de avião de combate durante a I Guerra, atuou em várias esquadrilhas; destacado por bravura, foi promovido a sargento e recebeu as Medalhas de Bronze e de Prata do Valor Militar, a Medalha da Guerra Ítalo-Austríaca 1915-1918, a Medalha da Unidade Italiana e a Medalha da Vitória. Depois da guerra atuou como instrutor de voo e piloto de testes, e exibiu-se muitas vezes como piloto de acrobacias e combates simulados, vencendo competições como o Circuito delle Marche de 1921 e o I Convegno Aereo Nazionale de Florença em 1922, além de representar a Itália em um campeonato internacional em Genebra em 1925. Morto em acidente aéreo, seu nome batiza uma rua em Roana e o aeroporto de Asiago.
Luigi (1924-2007), ordenado padre em 1946, graduado em Teologia no Seminário Diocesano de Pádua, especializado na área de Eclesiologia e doutorado na Universidade Gregoriana de Roma, por muitos anos foi professor de Teologia Dogmática e Ecumênica, Eclesiologia e Escatologia no Seminário, onde fundou a revista Studia Patavina. Participou como perito teólogo do Concílio Vaticano II (1962-1965), assessorando a comissão de divulgação jornalística. Foi um dos fundadores da Associação Teológica Italiana, que veio a presidir entre 1969 e 1989; presidente da Comissão Diocesana para o Ecumenismo e o Diálogo, por muitos anos foi professor colaborador do Instituto de Ciências Religiosas de Trento, do Instituto de Liturgia Pastoral de Pádua, do Instituto de Estudos Ecumênicos São Bernardino em Verona, e de outras escolas superiores em várias cidades, além de ser consultor do Secretariado de Atividades Ecumênicas e do Pontifício Conselho para a Promoção da Unidade dos Cristãos do Vaticano, respectivamente entre 1967 e 1995, e entre 1969 e 1980, e consultor do Conselho Mundial de Igrejas em Genebra entre 1972 e 1988. Na década de 1980 fundou a revista a Credere Oggi, uma ramificação da Studia Patavina, e entre 1991 e 2005 colaborou com o Movimento Eclesial de Iniciativa Cultural, voltado para fortalecer a atuação leiga na Igreja. Foi colaborador de numerosas revistas e deixou mais de vinte livros, explorando a dimensão pnematológica da teologia, a relação entre a fé e a cultura, a evangelização, a reflexão sobre o magistério, o pluralismo teológico e cultural na Igreja, a cristologia, o mistério de Deus e do homem. Para o teólogo Bruno Forte, "raramente um teólogo explorou mais horizontes ou mais caminhos: e nunca fechando o discurso, mas sempre abrindo-o com intuições engenhosas, com caminhos inusitados, com pontos de partida bem fundamentados e depois deixados para que outros os explorassem, como que para despertar o pensamento, para estimular a criatividade oculta, para despertar uma consciência teológica há muito adormecida na Igreja italiana pré-conciliar". O jornalista e senador Raniero La Valle o chamou de "um dos pilares da Igreja italiana", e disse que foi "o patriarca dos teólogos italianos, sem o qual o ecumenismo na Itália não teria decolado, um homem da Igreja e do Concílio, sempre convencido de que o futuro da teologia e da fé está na graça do pluralismo religioso". Para Antonio Ricupero, que fez seu doutorado sobre sua obra, a síntese do seu pensamento pode ser expressa na frase "a fé é o fermento da história", acrescentando: "Em sua teologia, lemos uma recepção criativa das inovações do Concílio, na qual soube captar os germes vitais e os caminhos suscetíveis de novos desenvolvimentos. [...] Sartori acompanhou os acontecimentos do seu tempo com paixão e participação, dentro e fora da igreja, tentando discernir neles o papel e a força criadora do Espírito que guia para o futuro. Na minha opinião, as raízes da continuidade do testemunho coerente que ele deu em sua vida e a chave interpretativa de toda a sua vasta produção teológica estão na relação profunda e vital entre fé e história". Em 1995 foi homenageado com um festschrift, e em 1997 foi publicada uma ampla coleção de textos escolhidos em três volumes, organizados por Ermanno Tura, em homenagem aos seus 50 anos de sacerdócio. Uma rua em Roana leva seu nome.

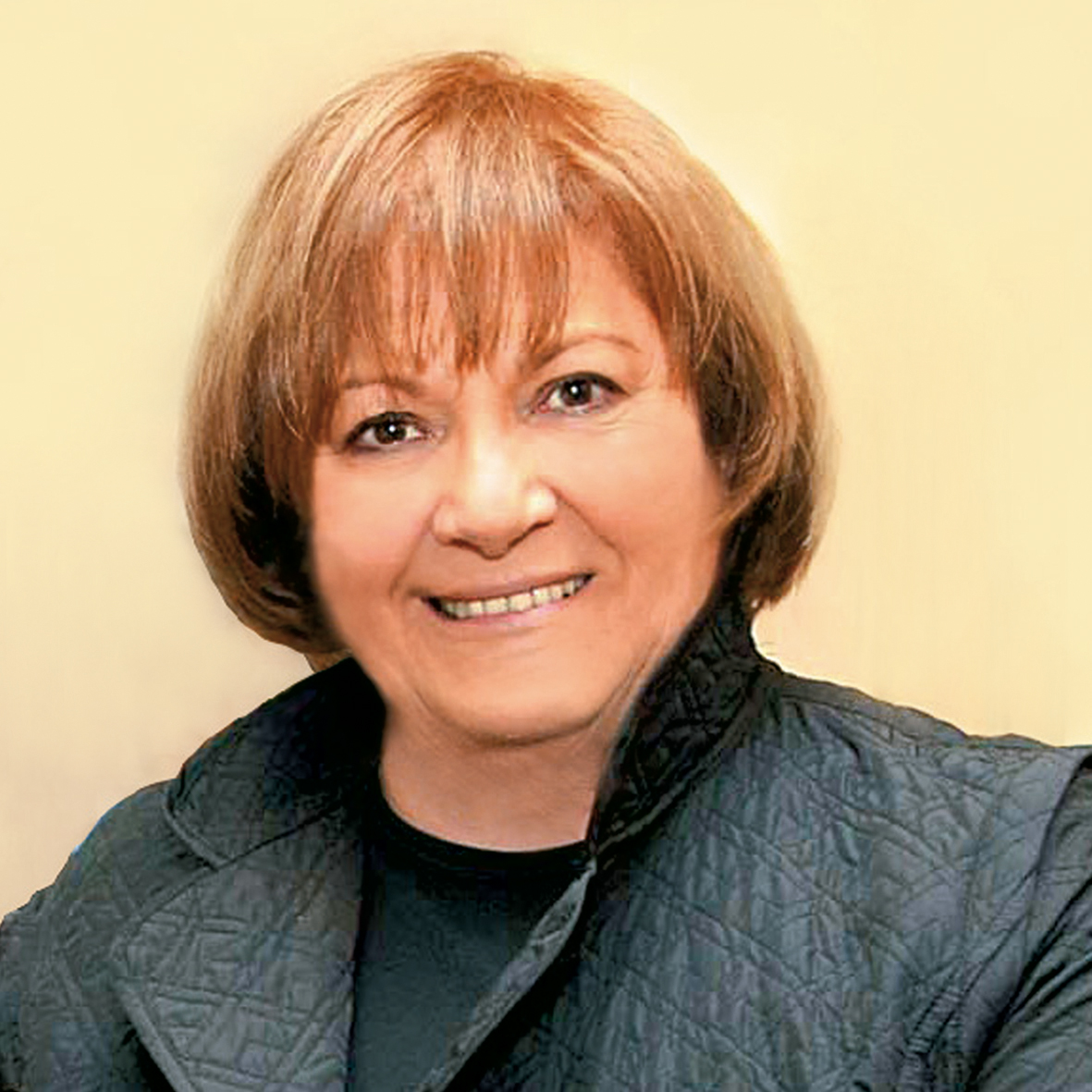
Amalia Sartori

Amalia, também conhecida como Lia, nascida em Valdastico em 1947 mas descendente do ramo de Roana, professora, deputada no Parlamento Europeu por três mandatos, ocupou diversas funções, entre elas presidente da Comissão da Indústria, da Investigação e da Energia; vice-presidente da Delegação à Comissão Parlamentar Mista UE-Bulgária e da Delegação para as relações com a Assembleia Parlamentar da NATO; membro da Delegação para as Relações com os Países da Comunidade Andina; da Delegação para as Relações com os Estados Unidos; da Conferência dos Presidentes das Comissões; das comissões dos Assuntos Econômicos e Monetários; dos Direitos da Mulher e da Igualdade de Oportunidades; do Ambiente, da Saúde Pública e da Segurança Alimentar; das Liberdades Cívicas, da Justiça e dos Assuntos Internos; dos Orçamentos, mas foi acusada de financiamento ilegal às partes envolvidas no Projeto MOSE de Veneza.

### Asiago
De Asiago, capital da Federação, podem ser citados Giovanni Steffano, um dos governadores da cidade em 1683; o signor Giovanni Gregorio, núncio da Federação em Veneza em 1713, apresentando a situação da região com muitas testemunhas e fazendo muitas queixas sobre as carências que a população passava por causa de guerras, pestes e desastres naturais; o signor Francesco, núncio em Veneza em 1716, encarregado de resolver uma disputa a respeito da alfândega da Federação.

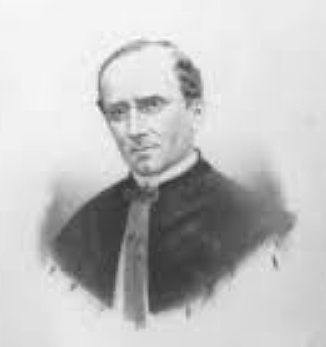
Giambattista Sartori Pertile

O padre Domenico foi capelão de São Bartolomeu em Fara no século XIX. Giambattista Pertile (1801-1884), filho de Cristiano e Antonia Sartori, foi padre, doutor em Teologia, capelão da Guarda Nacional Lombardo-Vêneta, professor de Língua e Literatura Italiana na Academia de Línguas de Viena, professor laureado de Direito Eclesiástico na Universidade de Pávia, onde foi reitor entre 1846 e 1847, livre docente de Direito Internacional na Universidade de Pádua, deixou vários livros e por seus méritos recebeu a Ordem de São Maurício e São Lázaro no grau de oficial e a Ordem da Coroa da Itália no grau de comendador.
Jacopo Mattielli, filho de Leonardo e Caterina Sartori, nascido em 1819, formou-se médico em Pádua, atuou na Casa de Saúde e durante as guerras de unificação demonstrou ser um ardente patriota, sendo exilado pelo governo austríaco em 1849, dirigindo-se para a Suíça, onde permaneceu até 1853. Depois voltou a Pádua, onde fez reputação na Medicina, falecendo em 1899. Deixou uma série de escritos, entre eles uma biografia do médico Gian Giacomo Mazzola, uma compilação de fatos históricos de Asiago, e um tratado sobre a história da medicina no século XVIII. Domenico (*1825) foi capelão curado de São Bartolomeu em Fara.

### Gallio
Giovan Domenico filho de Lunardo de Gallio era conselheiro em 1604. Gallio produziu vários padres notáveis. Giandomenico Paccanaro (1745-1801), filho de Pierantonio e Elisabetta Sartori, abade, doutor em Matemática e Filosofia, lecionou Física na Universidade de Pádua e foi muito louvado como professor de Filosofia. Foi sócio da Accademia Roveretana degli Agiati e da Accademia Patavina di Scienze, Lettere ed Arti. Giacomo (*1813), cura de São Miguel em Arlesega em 1851, preposto paroquial de Vanzo em 1857 e cura de Santa Maria Assunta em Pádua em 1871.

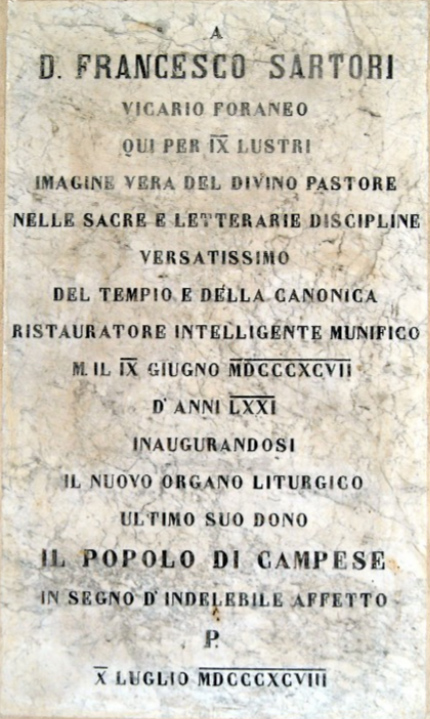
Lápide comemorativa da beneficência de don Francesco Sartori, instalada na igreja paroquial de Campese, 1898

Francesco (1826-1897), filho de Carlo e Catarina Finco, estudou no Seminário de Pádua e foi ordenado padre em 1849. Foi capelão de São Bartolomeu em Crosara, pároco em Mellame, e depois assumiu como arcipreste da paróquia de Campese em Bassano, onde foi muito estimado por seu trabalho pastoral. Restaurou o mosteiro beneditino em 1855 e a igreja paroquial em 1870, declarada Monumento Nacional em 1878, foi poeta, prolífico historiador e por seus méritos foi distinguido com a Ordem de São Maurício e São Lázaro no grau de cavaleiro.
Cristiano (1818-1889), filho de Lorenzo e Elena Pertile, foi pároco de São Giacomo em Lusiana, reitor de Santo Antônio Abade em Valstagna, reitor de Santo André em Anguillara, arcipreste de São Miguel em Selvazzano e prebendado em Mandriola, pegou em armas no exército austríaco para combater os franceses no vale do Brenta e com o posto de major comandou uma companhia integrante da Coluna Walden. Seu irmão Carlo (*1832) estudou em Gallio e Valstagna, e se formou em Teologia, Filosofia e Humanidades no Seminário de Pádua, onde foi professor de Gramática, Literatura Italiana, Matemática e História Eclesiástica. Ordenado padre em 1860, também se destacou pela sua atividade em causas sociais, foi grande pregador, confessor, protonotário apostólico, cônego da Catedral de Pádua e chanceler da presidência diocesana das Escolas da Doutrina Cristã. Deixou muitos escritos, entre panegíricos, biografias, obras doutrinais e devocionais, poemas e trabalhos históricos. Seu outro irmão Francesco (1835-1903) fez o ginásio em Bassano e formou-se em Filosofia e Teologia no Seminário de Pádua. Ordenado padre em 1858, foi capelão em Anguillara e prebendado do conde Capodilista em Selvazzano, onde Cristiano era arcipreste. Morto o irmão em 1889, obteve sua prebenda do conde de Sambonifacio em Mandriola. Deixou numerosos trabalhos históricos, além de prosopografias de famílias nobres, biografias, catecismos e obras devocionais, recebendo a aprovação e a amizade de diversos eruditos.
Lorenzo (1805-1885) foi arcipreste de São Bartolomeu em Gallio, reitor de São Jorge em Perlena, vigário de Santo André em Pádua, confessor das Irmãs de Santa Doroteia, diretor espiritual e reitor do Seminário de Pádua, cônego da Catedral com o título de Santa Maria, decano do Capítulo, protonotário apostólico e vigário geral da Diocese. Giacomo (*1825) era preposto de São Mateus em Vanzo em 1857. Antonio Domenico foi secretário do bispo de Ceneda, conselheiro da Academia de Filosofia da Universidade de Pádua, tratadista em Teologia, professor e historiador, cuja obra-prima é a muito citada La Storia della Federazione dei Sette Comuni (1956). É nome de rua em Gallio.

### Lusiana
De Lusiana podem ser citados ser Bonato, em 1572 procurador da comuna para o recolhimento de impostos; messer Marco, filho de Bonato, era um dos fiadores em um contrato comercial celebrado em Roana em 1590; Baptista, filho de Gasparo filho de Bonato, decano de Lusiana; Bortolo, um dos governadores da comuna em 1787; o médico Zuane, ativo em Oliero (Valstagna) no início do século XVII; o "claríssimo" padre Francesco (*1774), abade, vice-coadjutor da paróquia de Santo André em Pádua em 1816 e pároco de São Paulo em Monselice em 1819; o padre Domenico (*1800), reitor da Igreja de Santo Estêvão de Carpenedo em 1836; Francesco (*1839), pároco de São Giacomo e Santa Giustina em Pádua.

### Foza, Enego, Rotzo

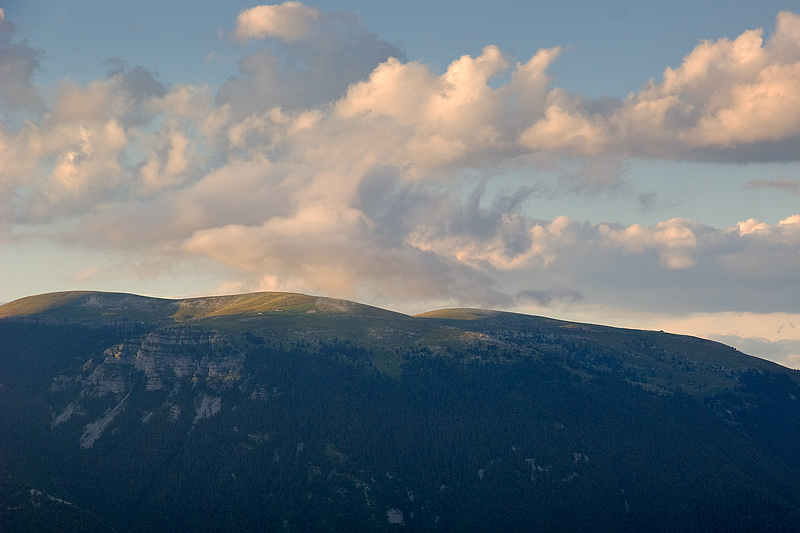
O Monte Melette em Foza, antiga propriedade dos Sartori

Giovanni Antonio de Foza era núncio da Federação em 1696. Em Enego encontramos Antonio em torno de 1700, madeireiro, uma das testemunhas no processo de beatificação de Gregorio Barbarigo; o doutor Lodovico, meteorologista chefe da estação de Enego em 1881. Em Rotzo nasceu Catterino (*1839), capelão curado de São Vescovano em Vescovana; Domenico foi síndico de Rotzo no início do século XX.

### Valstagna
De Foza e Asiago partiram alguns Sartori em meados do século XV, fixando-se em Valstagna, no vale do rio Brenta (a região chamada Valsugana), onde iniciaram no início do século XVI sua carreira como grande comerciantes, que os tornaria riquíssimos. Até 1727 Valstagna foi um distrito da Federação das Sete Comunas, com fortes laços comerciais com Asiago, Gallio, Foza e Enego. Valstagna também não tinha uma classe formal de nobres, organizando-se social e politicamente como as outras comunas da Federação.

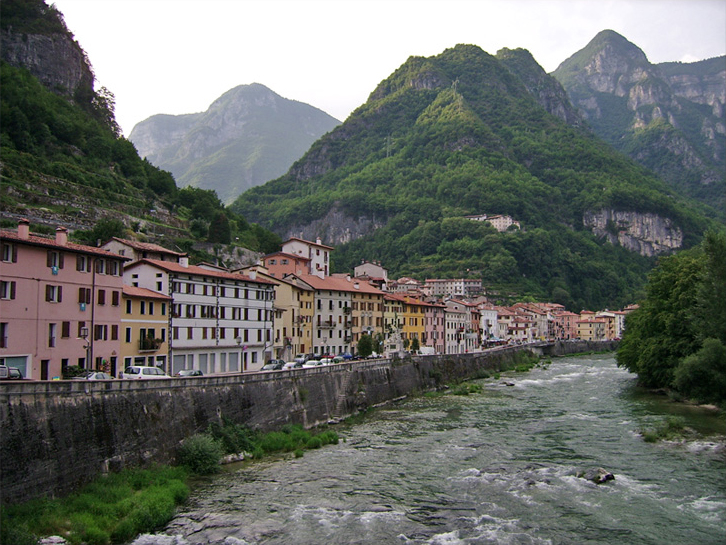
Valstagna às margens do Brenta

Era dotada de extensa floresta, tinha numerosas serrarias e era um dos principais centros de extração de madeira da região pré-alpina, mantinha uma importante feira regional e, situada às margens do Brenta, ocupava uma posição estratégica no sistema de transportes de uma vasta rede comercial que iniciava em Trento, passava pelas Sete Comunas, incluía a maior parte da planície vicentina-bassanese-feltrina, e alcançava Pádua e Veneza. Não por acaso o Brenta se tornou conhecido como o "caminho da madeira". No século XV, durante a consolidação do domínio veneziano, essa rede comercial já estava perfeitamente articulada, movimentando somas fabulosas.
Pietro Sartori aparentemente foi o primeiro a se fazer presente na comuna, sendo deputado de Asiago em Valstagna em 1440. Ali fizeram parte do patriciado burguês, possuíram um palacete rural na Contrada Lora e um no centro urbano e um altar privado na igreja paroquial. Mais tarde, membros da família saíram desta comuna e se fixaram em Vicenza, Bassano, Feltre, Primiero, Longarone e Belluno, destacando-se especialmente os irmãos Antonio e Nicolò, nativos de Valstagna, que ali mantiveram residências ao mesmo tempo em que estabeleciam bases em Vicenza, Bassano e Primiero.

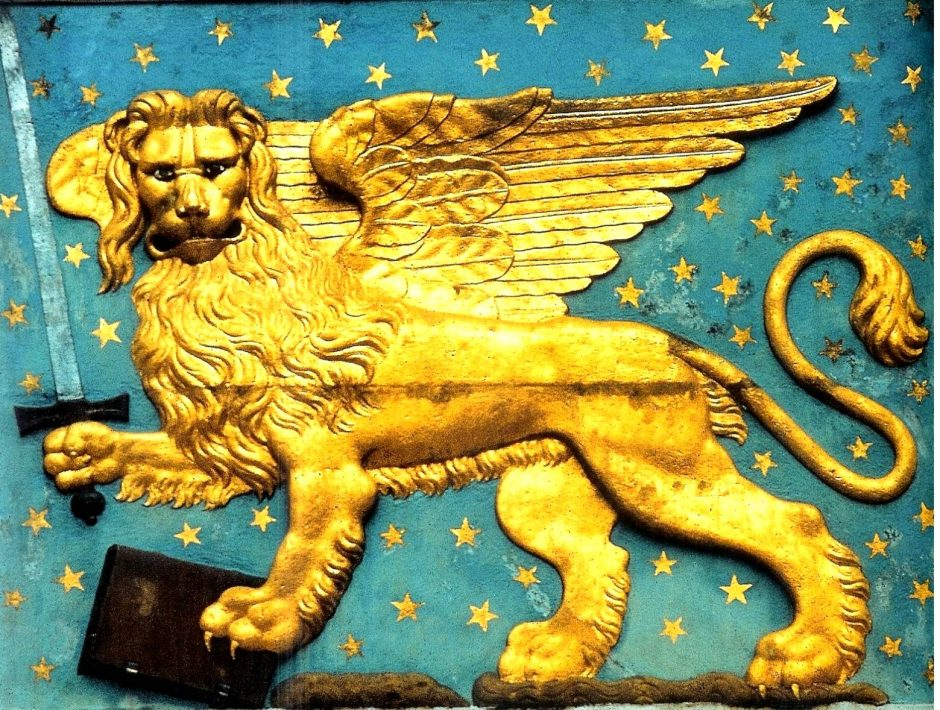
Leão de São Marcos na fachada da Torre Cívica na praça de Valstagna

Antonio foi comerciante de madeira riquíssimo, tinha metade das montanhas Miella e Vanzo, florestas e serrarias em Primiero, um palacete fortificado na praça central de Valstagna, recebeu a cidadania de Bassano em 1592 e foi admitido no Conselho em 1599. Em Valstagna ganhou reputação infame no início do século XVII, acusado pelos vicini de repetidas demonstrações de soberba e insolência intoleráveis, que causavam ásperos atritos com outros personagens influentes, atraíam-lhe rancores e desonravam toda a comunidade, além de pretender ditar leis sem capacidade para fazê-lo e usurpar direitos alheios. Em 1618 sua situação se tornou crítica quando, à revelia da comunidade, cedo na manhã de 14 de abril, operários trazidos por ele de Bassano começaram a demolir uma imponente capela situada na praça central, em cujo frontispício fora esculpida uma imagem do Leão de São Marcos, símbolo da autoridade veneziana, enquanto seus milicianos armados mantinham vigilância a partir das janelas de sua casa. A comunidade logo percebeu a movimentação e irrompeu em grande alarido, mas o dano já havia sido feito.
Os reais motivos de tais atos não são conhecidos e seus desenvolvimentos não são integralmente documentados. De qualquer modo, no protesto que a comunidade levou contra ele junto ao Conselho dos Dez veneziano, foi denunciado por impiedade e lesa-majestade pela destruição da capela e do Leão de São Marcos, e por fraude por ter apresentado uma licença para a demolição do podestà de Marostica obtida mediante justificativas falsas e nunca ratificada pelo Conselho de Valstagna. A despeito da gravidade do caso, alguns magistrados suspeitaram que a história não estava bem contada, o Conselho dos Dez não formou maioria e postergou uma decisão. Novas injunções foram apresentadas, a defesa se justificou alegando que a intenção de Sartori havia sido apenas transferir a capela para um local mais favorável como um serviço de utilidade pública, e entre idas e vindas o caso se arrastou por meses, e enquanto isso aumentava a tensão entre a comunidade e Sartori. A sentença só foi proferida em maio de 1619, apenas obrigando Sartori a reconstruir a capela e o Leão, uma pena branda em vista da gravidade das acusações. Segundo Claudio Povolo, que estudou o caso, ao que parece Sartori conseguiu convencer os magistrados venezianos de que a licença que havia obtido era válida e que pretendia preservar a estátua do Leão, sendo sua destruição fruto de um acidente. Não obstante, em seguida Sartori passou a efetuar represálias, perseguições e intimidações contra os que testemunharam contra ele, inclusive organizando atentados com sua milícia, e em agosto ele mesmo apresentou denúncia em Veneza alegando estar sofrendo ataques. Depois de novos conflitos, um acordo de paz foi firmado em 18 de março de 1620 por intermédio do patrício veneziano Giovanni Tiepolo, mas o desgaste que Sartori sofreu impediu que prosseguisse em sua tentativa de marcar uma presença ativa na vida comunal. Deixou pelo menos três filhos, Francesco, Sebastiano e Giuseppe.
Foram síndicos de Valstagna (prefeitos) Antonio em 1551, Francesco em 1567 e Nicolò em 1609. O signor Francesco serviu a República de Veneza e em 1572 era núncio das Sete Comunas e procurador de Valstagna, Campolongo e Oliero. Leonardo era conselheiro em 1810 e em 1856 era sub-agente da Imperial e Real Agência de Tabacos. O padre Leonardo (*1819) foi capelão curado da Igreja de Santo Antônio Abade de Valstagna em 1851 e reitor da Igreja de São Bartolomeu de Crosara em 1855. Giuseppe (*1856) viveu em Carpenè, onde em 1867 era comerciante de tabaco e em 1891 oficial escrivão.

## Retorno a Vicenza

### Contexto
Como foi uma regra geral nas comunas italianas, na Idade Média o direito de empreender, participar de guildas e irmandades, ter acesso à justiça e votar no Conselho dependia da posse formal do estatuto de cidadão. Quem não fosse cidadão permanecia à margem da sociedade. Naturalmente, ao longo do tempo a classe dos cidadãos sofreu uma estratificação, formando-se um patriciado burguês enriquecido no comércio, nas manufaturas e na atividade financeira, que se consolidou como a classe dirigente ao monopolizar os principais cargos públicos. A cidadania era usualmente transmitida hereditariamente, mas forasteiros podiam adquiri-la mediante o atendimento de determinadas condições, incluindo o pagamento de uma taxa, residência na cidade há alguns anos e a posse de certo patrimônio. As condições variaram de local para local e ao longo do processo histórico. A cidadania da Vicenza medieval era obtida com certa facilidade, requerendo apenas residência fixa na cidade por dez anos e o pagamento dos impostos habituais.
Essas condições, contudo, foram sendo cada vez mais restritas, e no século XV já era necessário ser rico para obter a cidadania. Paralelamente, enquanto o patriciado burguês se empoderava política e economicamente, passou a forçar a exclusão da pequena burguesia do acesso ao Conselho e reivindicar reconhecimento como nobres, reivindicação reforçada pelo desempenho de ofícios que desde a Idade Média eram particularmente prestigiados e considerados nobilitantes, como os de médico, diplomata, juiz, jurisconsulto e notário. Em 1430 os cidadãos comerciantes também passaram a ser considerados nobres em virtude da percebida utilidade pública das suas atividades, e no século XVI a cidadania de modo geral já era um estatuto que conferia uma clara qualidade aristocrática, só sendo concedida a famílias ricas e notáveis, uma prática que havia se tornado comum em todo o norte da Itália. A dignidade dos cidadãos era positivamente aumentada com a participação nas atividades administrativas municipais, e em particular no Conselho, um colegiado ainda mais exclusivo, cujo caráter nobre era reconhecido também pela República de Veneza, que desde 1404 assumira o controle da cidade.

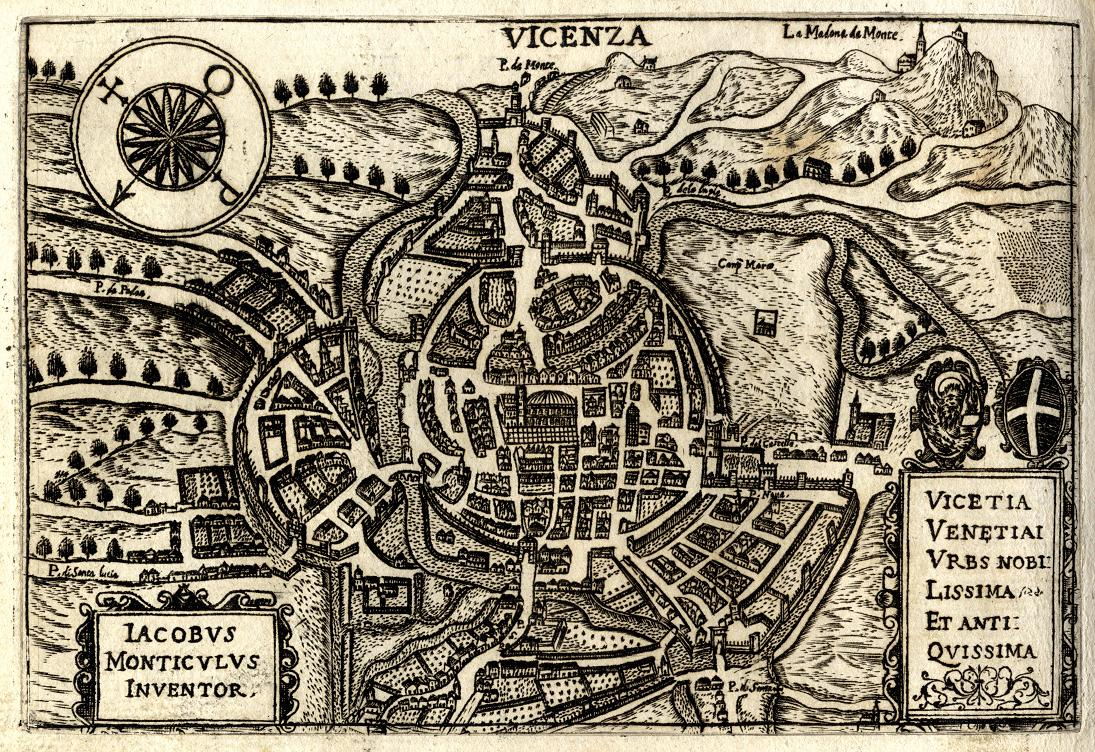
Mapa de Vicenza em 1599

Contudo, em meados do século XVI já iniciavam discussões em Vicenza para excluir da nobreza cívica todos os que praticassem ofício mecânico como o comércio, a principal fonte de renda para os Sartori, restringindo a qualidade de nobre apenas às famílias participantes do Conselho e aos praticantes dos ofícios nobilitantes. Esse processo culminou com a promulgação de uma lei em 1632 que teve o efeito de reformar toda a classe dirigente e efetivamente restringiu a atribuição de nobreza conforme vinha sendo proposto. A partir de então os comerciantes como os Sartori poderiam manter sua nobreza desde que obtivessem uma dispensa especial, mas não há sinais de tenham feito esse pedido. A partir de 1776 os critérios foram restringidos ainda mais, e somente puderam manter sua nobreza as famílias participantes do Conselho e os juízes incorporados ao Colégio dos Juízes. Os feudos que a família teve em meados do século XVII já haviam sido todos vendidos, e tendo sido excluídos da nobreza cívica, o grupo de Vicenza, embora perdendo sua condição de nobre, permaneceu em geral em boa situação até o fim do século XVIII, havendo vários membros citados com o tratamento honorífico de signor. A partir do fim do século XVIII o grupo de Vicenza entra em decadência, no tumultuado e longo período da invasão napoleônica e das guerras da unificação italiana no século XIX, quando a cidade foi severamente penalizada e a antiga elite empobreceu, sendo desalojada de suas posições, absorvida na classe média e substituída por uma nova classe dominante. Ramos de outras cidades, contudo, permaneceram nobres até o fim do século XIX.
A história dos Sartori em Vicenza propriamente dita é mal reconstruída, devido a uma perda maciça de documentos de arquivos públicos e privados durante as guerras de Unificação no século XIX e na II Guerra Mundial, e são particularmente escassos os documentos anteriores a 1501, quando todo o arquivo público foi perdido em um incêndio.

### Personagens

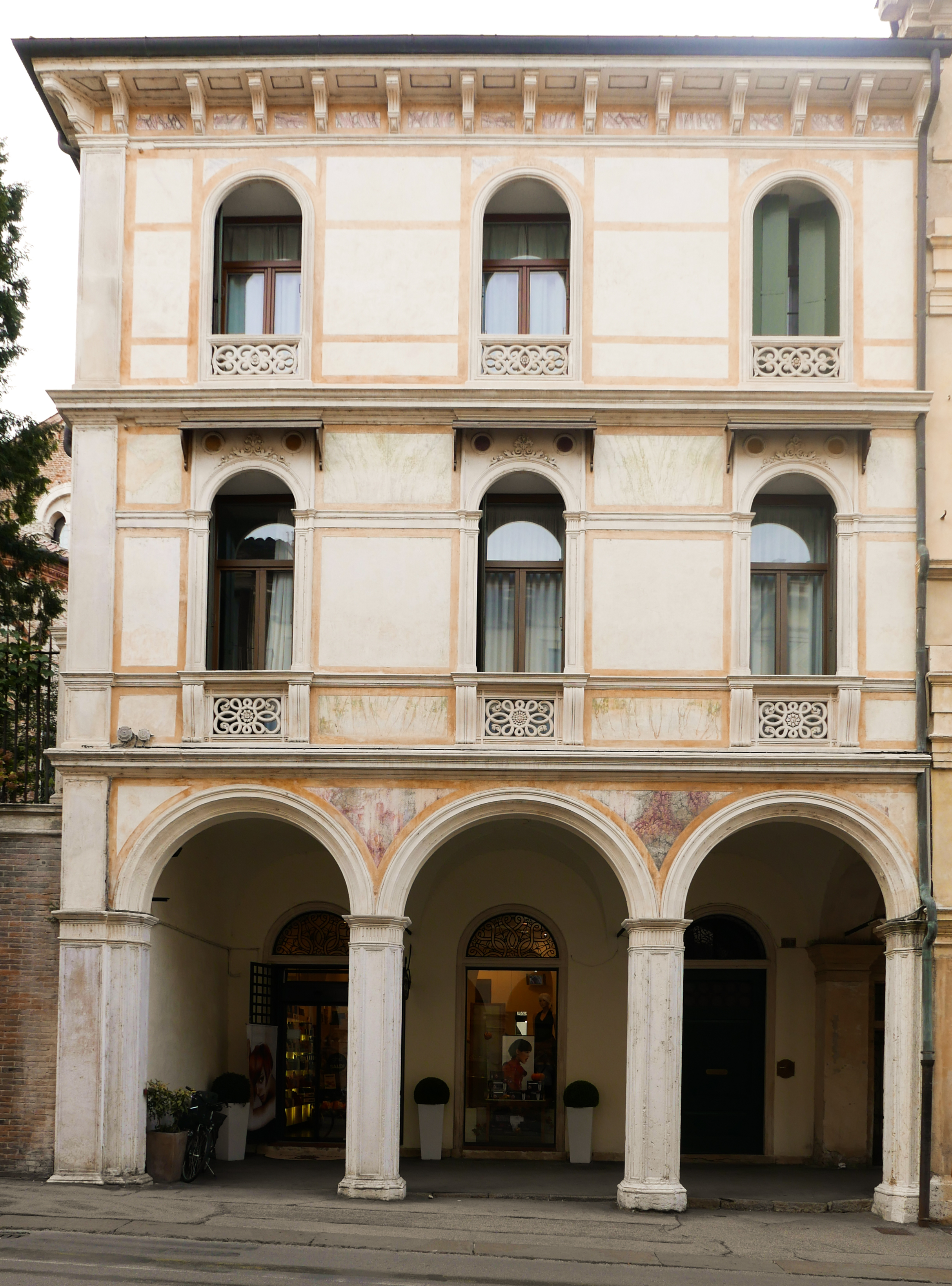
Casa que pertenceu a Beltrame Sartori no século XV. Seu aspecto atual já não é o original, sendo reformada no século XIX

Depois da breve aparição no tempo do bispo Mozzi, os Sartori começam a marcar presença na cidade de Vicenza no século XV. Vários personagens podem ser citados ali e seus subúrbios. Venceslao era pregador em 1431; Beltrame em 1470 foi autorizado a reconstruir o muro do horto da Igreja de Santa Corona, pois ele servia como arrimo para uma das paredes da sua casa; Mais ou menos nesta época Bertoldo vivia em Castegna, localidade obscura, provavelmente seja Castegnero, 11 km ao sul de Vicenza, também grafada nas fontes antigas como Castegnerio, Castelnero ou Castelniero, que seria pouco depois seguramente associada ao ramo de Valstagna/Vicenza. Bernardino filho de Gregorio foi atestado em Vicenza em 1520 como testemunha em um testamento; o notário Giovanni Giacomo Antonio, atestado a partir de 1537, fez testamento em 1560 deixando um legado para a construção de um sepulcro monumental para si e seus filhos Sebastiano, Bernardino e Flaminio na Igreja Nova de São Brás; o egregius vir (homem insigne) Vincenzo, nobre vicentino, foi citado em 1564 em Valdagno, e seu filho Girolamo residia em Magrè (Schio).
Nesta altura se fixa na cidade a família de Nicolò, descendente de um grupo estabelecido em Foza e Asiago e depois em Valstagna, que obteve a cidadania de Vicenza em 27 de julho de 1581. Sua família, segundo Sebastiano Rumor, nesta época também era conhecida com o sobrenome De Sartoris, acompanhado pelo topônimo de Castegnerio.  Pouco depois um membro da família seria investido de um feudo em Castegnerio.

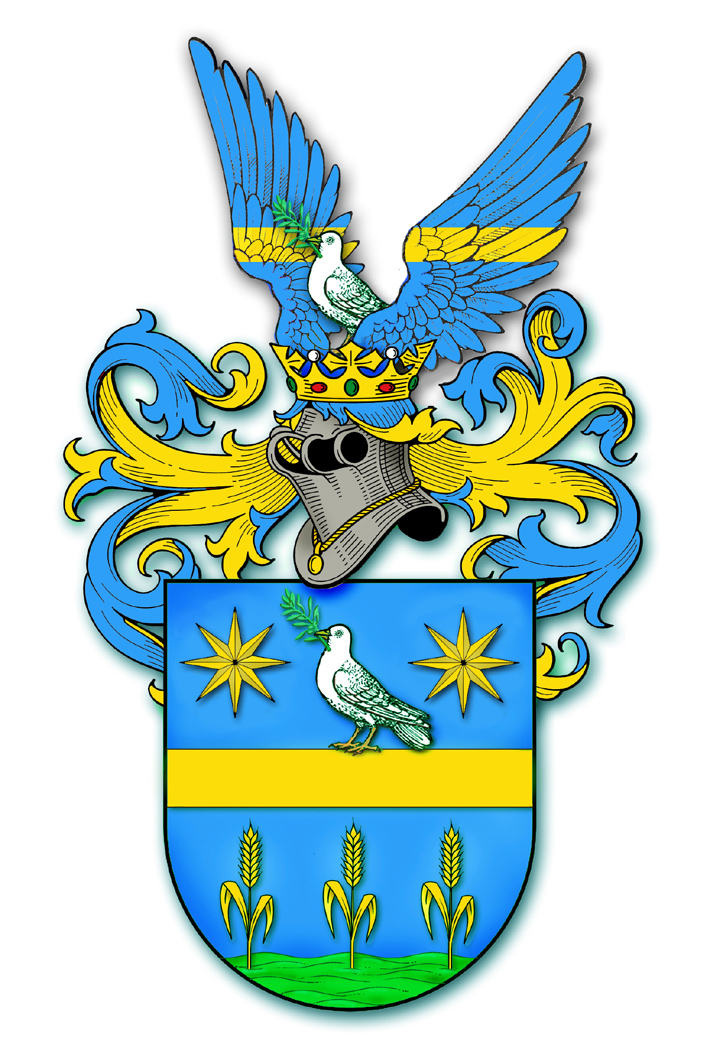
Brasão do ramo de Nicolò de Valstagna, atestado em 1581 no documento de sua admissão na classe dos cidadãos de Vicenza.

Nicolò teve o título de dominus e foi um dos comerciantes mais ricos da região. Disse Corazzol que sua família era riquíssima, com um capital que chegava a dezenas de milhares de ducados, na época uma imensa fortuna. Segundo Occhi, sua família possuía as montanhas Melette, Sasso Rosso e Fontanelle em Foza, as pastagens das montanhas Astiago e Vallerana na área de Valstagna, as montanhas Miela e Vanzo na área de Gallina, e desde o início do século XVI vinham explorando madeira em Enego, Foza, Valstagna, Cinte Tesino, Scurelle e Primiero. Seu patrimônio incluía também outras terras, bens e privilégios em Borgo, Cinte Tesino, Pieve Tesino, Castel Tesino, Grigno, Primiero, Scurelle, Telve, Angarano, Campolongo sul Brenta, Enego, Fonzaso, Gallio, Marostica, Oliero, Tezze sul Brenta e Vallonara. Os negócios de Nicolò estavam divididos entre o comércio de carvão, lã, madeira e terras, além de operar uma casa bancária. Teve palácios em Valstagna, Angarano, Vicenza e Bassano del Grappa, foi árbitro de disputas em Foza e síndico de Valstagna. Casou com Susanna Camoli, membro de uma família de grandes comerciantes de madeira de Primolano, associação que lhe trouxe grandes benefícios comerciais, e deixou descendência em Vicenza, mas no fim da vida mudou-se para Bassano, onde também obteve a cidadania em 1592 e em 1599 foi recebido no Conselho, falecendo depois de 1617. Neste ano deixou um legado de 57 libras para celebração de uma missa diária e um De Profundis junto à sepultura da família em Bassano. Seus filhos Girolamo e Giulio viveram principalmente em Bassano, e seus filhos Sebastiano e Francesco fizeram seus testamentos em Vicenza respectivamente em 1624 e 1658.
Matteo Vieceli fez uma pertinente análise do contexto em que operavam essas grandes famílias madeireiras e explica o motivo pela qual elas se dispersaram por uma grande região no Vêneto. Segundo ele, era típico que essas famílias instalassem suas bases principais em vários locais estratégicos ao mesmo tempo e supervisionassem pessoalmente cada uma delas, o que obrigava seus membros a residirem nesses locais, tencionando controlar toda a cadeia produtiva, "numa lógica de integração vertical dos vários momentos de transformação e comercialização da madeira". Esse projeto fez com que muitas vezes lançassem raízes definitivas ao estabelecerem laços de casamento com importantes famílias locais, e tipicamente esses casamentos envolviam vultosos interesses financeiros e empresariais de parte a parte. Estas famílias mercantis "contribuíram muitas vezes para a substituição do patriciado das cidades e vilas em que se instalaram, trazendo relações, conhecimentos, mas sobretudo uma mentalidade mais aberta", e não raro se destacaram no mecenato artístico e cultural e na beneficência social. Ele acrescenta:
"Entrar no setor comercial da madeira era muito caro: havia muitas barreiras para o ingresso, tanto em termos de capital financeiro como imobiliário. Os investidores tinham que adiantar quantias substanciais para obter concessões para a exploração das madeiras (cada vez mais caras com o tempo), para licenças de corte, para taxas alfandegárias, para contratar agentes que transitavam tanto nos territórios arquiducais quanto na burocracia veneziana, para pagar lenhadores, capatazes e barqueiros. Era preciso também construir ou alugar estufas, serrarias, armazéns, e tudo o mais que fosse necessário para o sucesso do comércio. Devemos lembrar que o retorno dado pelo ciclo completo do negócio era frequentemente de longo prazo, da ordem de quinze a quarenta anos. Os comerciantes, portanto, muitas vezes se associavam entre si e com súditos arquiducais e venezianos, dividindo os custos, tanto mais fortemente quanto mais pretendiam se estabelecer no mercado como operadores globais e não simplesmente se limitar a se posicionar em uma área geográfica ou segmento operativo. A evolução natural foi, portanto, o conjunto de estratégias destinadas a estabelecer laços de parentesco institucionalizados entre famílias ocupando papéis estratégicos na cadeia comercial, como noivados, casamentos arranjados (para dote ou com viúvas de ricos comerciantes) e batismos, principalmente a partir de meados do século XVI".

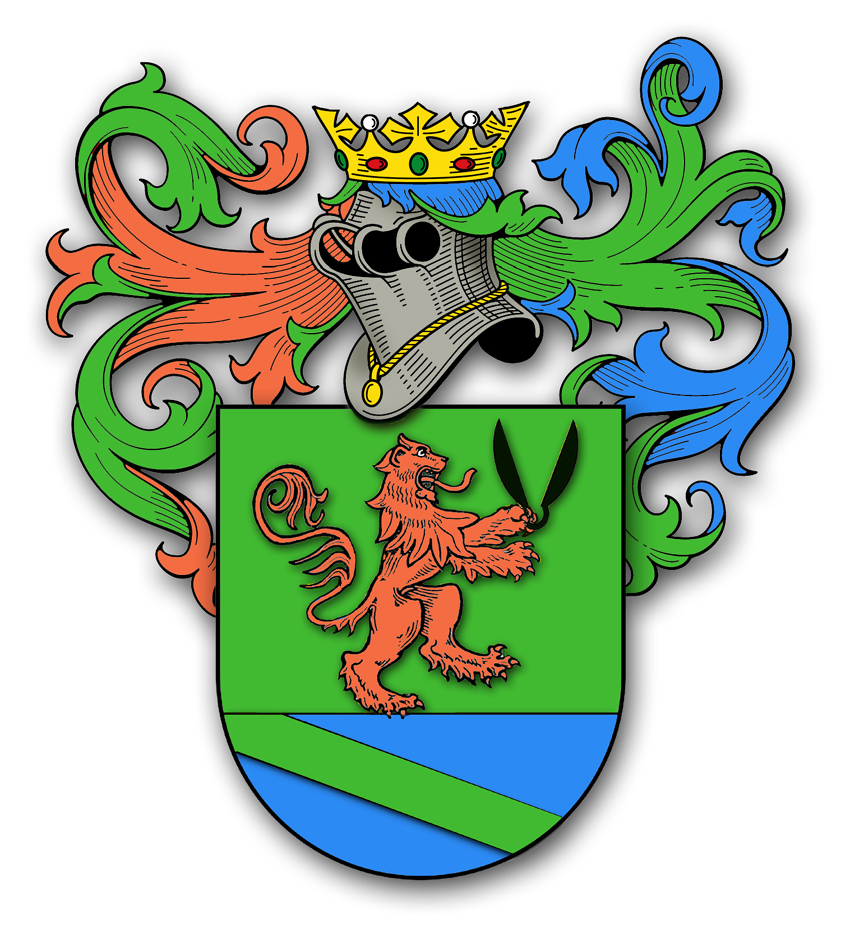
Brasão do grupo de Enego.

Um outro grupo, oriundo de Enego, em 1582 obteve a cidadania de Vicenza, e em 1599 seu brasão era aquele mostrado ao lado. Este grupo usou pelo menos mais duas variantes deste brasão: uma com o leão de ouro e a tesoura de prata, e outra documentada em Bassano del Grappa em 1615 no seu sepulcro na Igreja de São Francisco, com o leão verde, o campo superior de ouro, a banda púrpura e uma faixa vermelha entre os dois campos.
Paolo, nascido em Vicenza, membro da Ordem dos Jerônimos, foi recebido no Sacro Colégio dos Teólogos de Pádua em 1602. No início do XVII o conde Vincenzo Arnaldi investiu Camillo Sartori, residente no subúrbio de Creazzo, dos feudos antigos de Castegnerio e Meledo Alto, junto com os campos contíguos. Em 1620 Joannis de Sartoriis de Castegnerio levantou uma tumba na Igreja Nova de São Brás de Vicenza para si e seus herdeiros, e Benedicto (Benedetto, Benetto) Sartori, notário forense, em 1630 levantou uma tumba para si e seus herdeiros na Igreja de São Miguel Arcanjo na mesma cidade. Matheus foi reitor da Igreja de São Martino em 1644; Giovanni, reitor da Igreja e do Orfanotrófio da Misericórdia em 1653; Giulio e seus irmãos, filhos de Nicolò, ativos entre Vicenza e Bassano em meados do século XVII como grandes negociantes; Em 1678 Giovanni Martino de Vicenza foi eleito assessor do Conselho de Treviso.

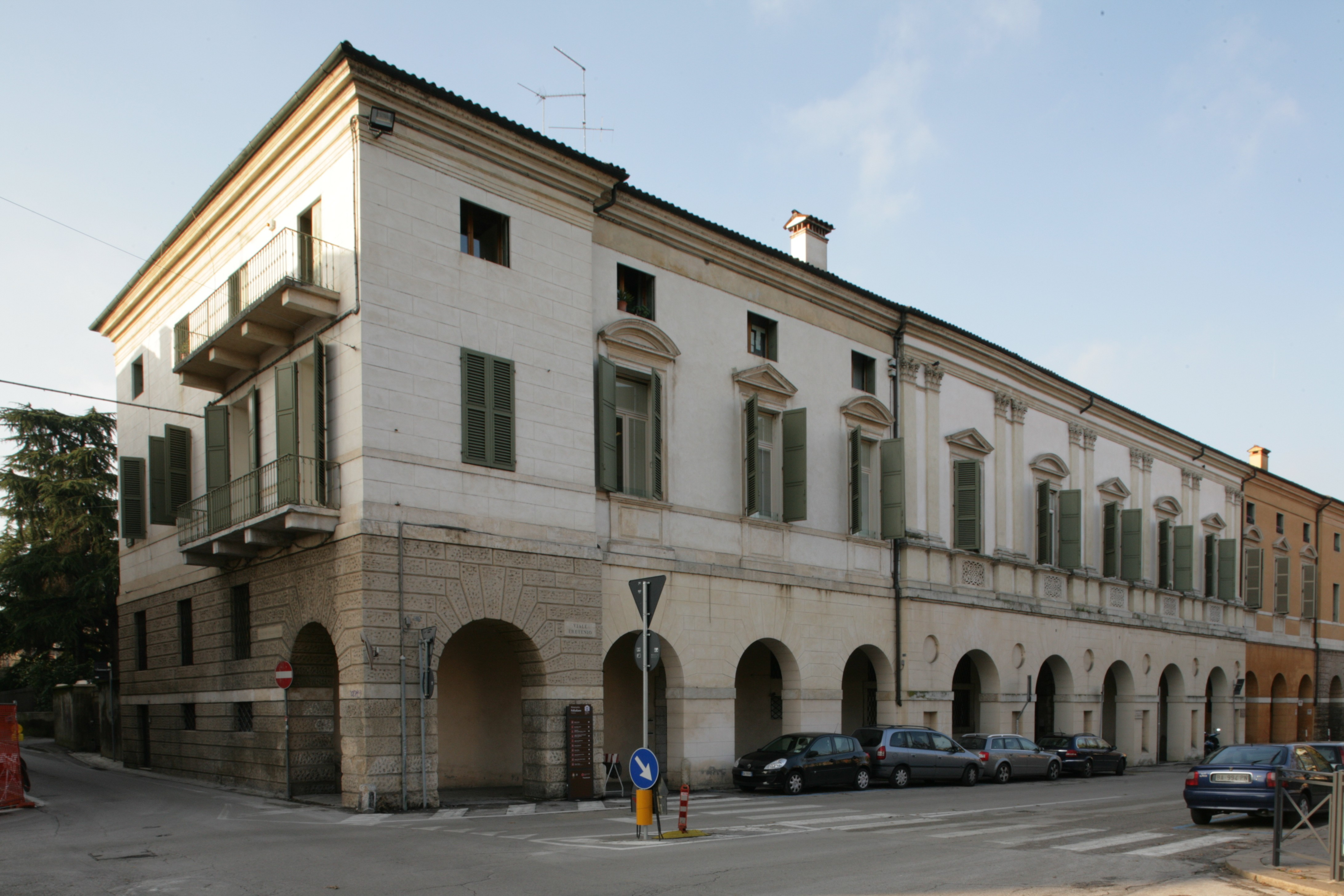
Palácio Civena

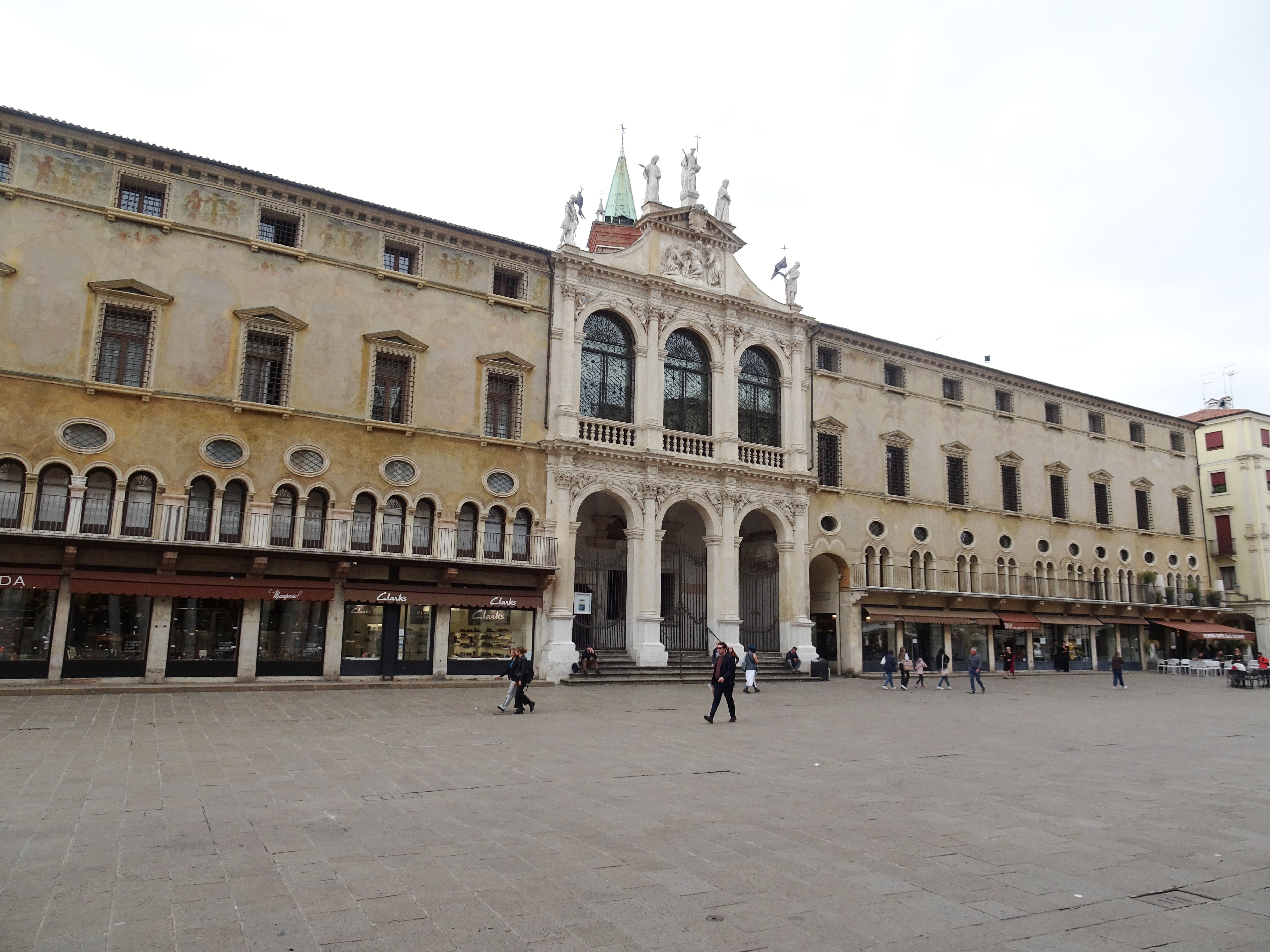
Sede do Monte di Pietà de Vicenza

Maria Floridaura da Visitação (1709-1756), filha de Angelo Todero e Curzia Sartori, nascida em Vicenza, recebeu formação no mosteiro carmelita de Verona e depois com as cônegas do Corpus Domini de Vicenza, vestindo o hábito das Teresinas em 1727. Era vista como dotada de muitas virtudes e escreveu duas obras de mística cristã, que segundo Sebastiano Rumor "atestam o ardor da sua fé e da sua caridade, que a tornaram celestial ainda na terra".
A família dos signori Leonardo, Giovanni Antonio, Benedetto Maria, Valentin e Eugenio teve muitas terras, casas, palacetes e outros bens em Vicenza, Creazzo, Colzè, Monticello Conte Otto e Cavazzale ao longo do século XVIII. Na mesma época a família dos signori Zuanne e seu filho Iseppo teve casas e parte do Palácio Civena em Vicenza, projetado por Andrea Palladio, além de terras e uma sede rural em Montemezzo, localidade colada em Creazzo. Pietro entre 1772 e 1774 era guardião (administrador) da importante entidade beneficente Monte di Pietà de Vicenza, Lodovico, ativo no final do século XVIII, foi sacerdote e poeta, deixando sonetos, panegíricos e um De Profundis.
Apesar da decadência geral da antiga elite vicentina no século XIX, alguns Sartori chegaram a se destacar, entre eles Antonio, filho de Giovanni, cavaleiro, doutor em Leis, notário entre 1839 e 1864, vogal da Câmara dos Notários do Vêneto em 1855, morto em 1886, homenageado como benemérito com a ereção de um busto na capela dos cidadãos notáveis em 1895; o padre Luigi, professor do Ginásio Episcopal em 1856; Jacopo, funcionário de alto escalão da Deputação Provincial em 1868, e Paolo, filho de Giuseppe, advogado, cavaleiro, comendador, um dos três síndicos do Banco Provincial de Vicenza em 1883, presidente da Caixa de Poupança, presidente do Monte di Pietà em 1909; presidente do Banco Popular de 1916 a 1927, colecionador de arte, idealizador de um ciclo de afrescos sobre a história de Moisés realizado por Domenico Bruschi no Monte di Pietà, presidente por oito anos da Sociedade Musical de Quarteto.
Giovanni Maria (Vicenza, 11/071925 – Innsbruck, 26/09/1998), nascido em um ramo empobrecido, era filho de Attilio e Lucia Volpato, tendo os irmãos Bruno e Tito, religiosos, e a irmã Angela. Assim como os irmãos, estudou no Seminário Menor de Vicenza a partir de 1936 e foi ordenado padre em 1948. Foi secretário da Ação Católica, distinguindo-se pelo seu dinamismo e capacidade organizadora. Em 1959 foi indicado delegado episcopal, numa época que a Ação Católica tinha mais de cem mil seguidores. Em 1962 laureou-se em Direito Canônico, em 1969 foi indicado reitor do Seminário de Vicenza, onde há dez anos já ensinava teologia do laicato e doutrina social da Igreja. Em 1977 foi sagrado bispo de Adria. Preocupou-se em conhecer em detalhe sua diocese, trabalhou pelos pobres, imigrantes e marginalizados e promoveu as missões diocesanas. Foi um ferrenho crítico do aborto, defendeu a participação dos católicos na política e envolveu-se em controvérsias. Nomeado arcebispo de Trento em 1987, também em Trento procurou conhecer seu povo de perto e por isso foi muito estimado pelo seu cuidado paternal pelos desfavorecidos, mas novamente causou polêmicas pelas suas insistentes tentativas de se imiscuir no programa escolar e outros assuntos laicos. Também recebeu críticas em Trento pelo seu conservadorismo, pelo seu excesso de zelo disciplinar e pela sua dificuldade de lidar com os temas desafiadores da contemporaneidade.

## Outros ramos

### Longarone e Belluno
Os Sartori de Valstagna começaram a se afirmar no Feltrino no século XVII, estabelecendo sua sede principal em Longarone, um dos principais centros subsidiários das famílias madeireiras de Valstagna. Orazio adquiriu terras e florestas em meados do século XVII, foi admitido na vicinia e enriqueceu no comércio de madeira. Seu filho o dominus Iseppo (Giuseppe) se tornou um dos principais comerciantes de madeira locais e tinha uma representação comercial em Veneza, onde passava a maior parte do ano. Francesco Sartori della Teza foi deputado da Regra dos vicini.
No início do século XVIII Iseppo e seus irmãos Girolamo e Zuanne construíram na igreja da paróquia de Pirago um assento privado de tamanho extraordinário. Diz Bragaggia que os assentos privados eram um símbolo de prestígio, e seu posicionamento dentro da igreja refletia a rígida hierarquia social da comunidade. O assento dos Sartori, além do tamanho exagerado, havia sido construído sem a licença da Regra dos vicini, tendo apenas a licença do bispo, o que gerou conflitos, acabando por ser derrubado pela comunidade enfurecida, junto com os bancos de outras famílias distinguidas, como os Teza e os Pellizzaroli, com os quais os Sartori estabeleceram laços por casamento. As famílias ultrajadas apelaram para o podestà de Belluno pedindo reparação e punição aos culpados, e foi aberto um inquérito. Constatada a gravidade do caso e a ameaça de rompimento da paz da comunidade, o Conselho dos Dez de Veneza foi chamado a intervir, ordenando a abertura de um processo formal na justiça. Uma procissão de testemunhas se apresentou diante dos juízes, cada uma dando uma versão diferente dos acontecimentos. Segundo Braggagia, as narrativas mostraram aos magistrados venezianos que por trás de uma questão aparentemente mínima como um banco derrubado fermentava um conflito social já antigo, que girava todo em torno de uma oposição irredutível de princípios: de um lado a exploração coletiva, regrada e gratuita de recursos naturais essenciais para a sobrevivência da comunidade, segundo o antigo sistema da vicinia, e do outro a visão da madeira como mercadoria a ser levada para fora em prejuízo do coletivo, visando o lucro privado e beneficiando apenas os grandes comerciantes. A família Sartori e outras que exploravam a madeira mediante o aluguel das terras coletivas acabaram multadas por exploração indevida e abusiva das florestas locais. Depois a família se retirou do comércio e foi admitida na nobreza de Belluno.

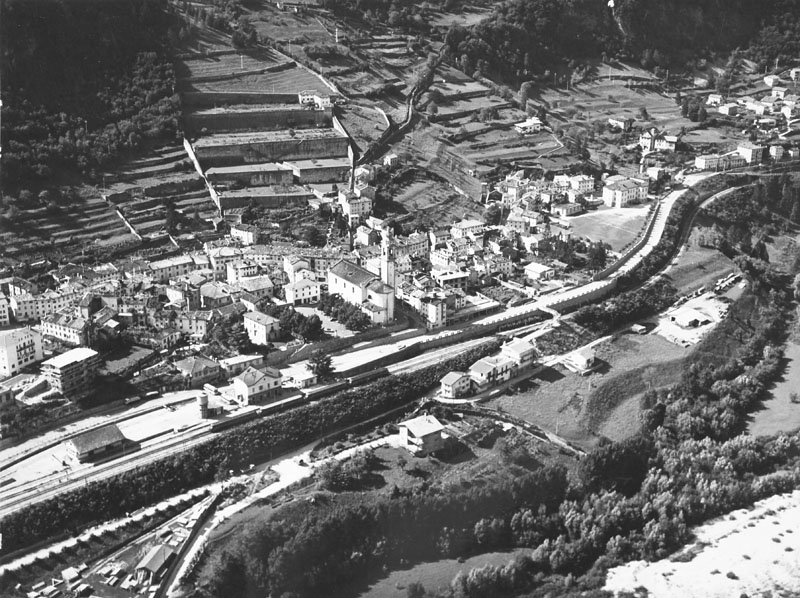
Na parte superior da imagem, vista dos terraços e muralhas construídos pela família Sartori em Longarone

A família construiu uma villa na encosta do Monte Zucco de Longarone no início do século XVIII, rodeada de terraços, muralhas e escadarias decoradas com estátuas, um grande complexo que a tradição diz ter sido iniciado por Orazio, e que segundo Dal Mas & Miot constitui o mais extraordinário exemplo na região de obra realizada pelo homem para modelar as encostas de montanha. No início do século XIX ainda eram muito ricos, quando outro Orazio ampliou os terraços e muralhas, o que, num tempo em que grassava a fome na região, deu emprego a muitos cidadãos pobres, além de proteger a comunidade de deslizamentos de terra.
Gino foi advogado e em 1892 era secretário da Régia Prefeitura de Belluno. Silvio, nascido em Belluno em 1941, formou-se em Economia na Universidade de Pescara, casou-se com Maria Elisa De'Longhi, irmã de Giuseppe, um dos industriais mais ricos da Itália, herdeiro e continuador da De'Longhi, multinacional fundada em 1902 em Treviso, fabricante e exportadora de estufas, climatizadores e eletrodomésticos, da qual Silvio foi administrador. Segundo Andrea Passerini, Silvio foi um dos artífices do extraordinário crescimento da empresa. Seu filho Matteo é arquiteto.
Francesco em 1780 arrendou um trecho de floresta da comuna de Belluno por 58 anos. Sua filha Maria casou com o nobre Pietro Grini, dando origem ao ramo Grini-Sartori. No início do século XIX as terras foram vendidas por terceiros irregularmente, dando origem a uma disputa judicial. Em 1841 os filhos não nomeados de Pietro e Maria compraram as terras também irregularmente, aumentando a confusão jurídica, que se arrastou até o fim do século. O ramo Grini-Sartori foi confirmado na nobreza em 1821. Seu brasão é o mesmo da família Grini. Giuseppe Grini-Sartori, filho de Pietro e Vincenza Pellatis, trabalhou nos Correios e foi confirmado na nobreza em 1857. Francesco Grini-Sartori era escrivão público em 1857. Eleonora Grini-Sartori casou em 1881 com o conde Ferdinando Piloni, engenheiro, filantropo, por muitos anos conselheiro em Belluno, gerando os filhos Marina, Anna, Cesarina e os condes Francesco e Silvio Piloni.

### Bassano del Grappa

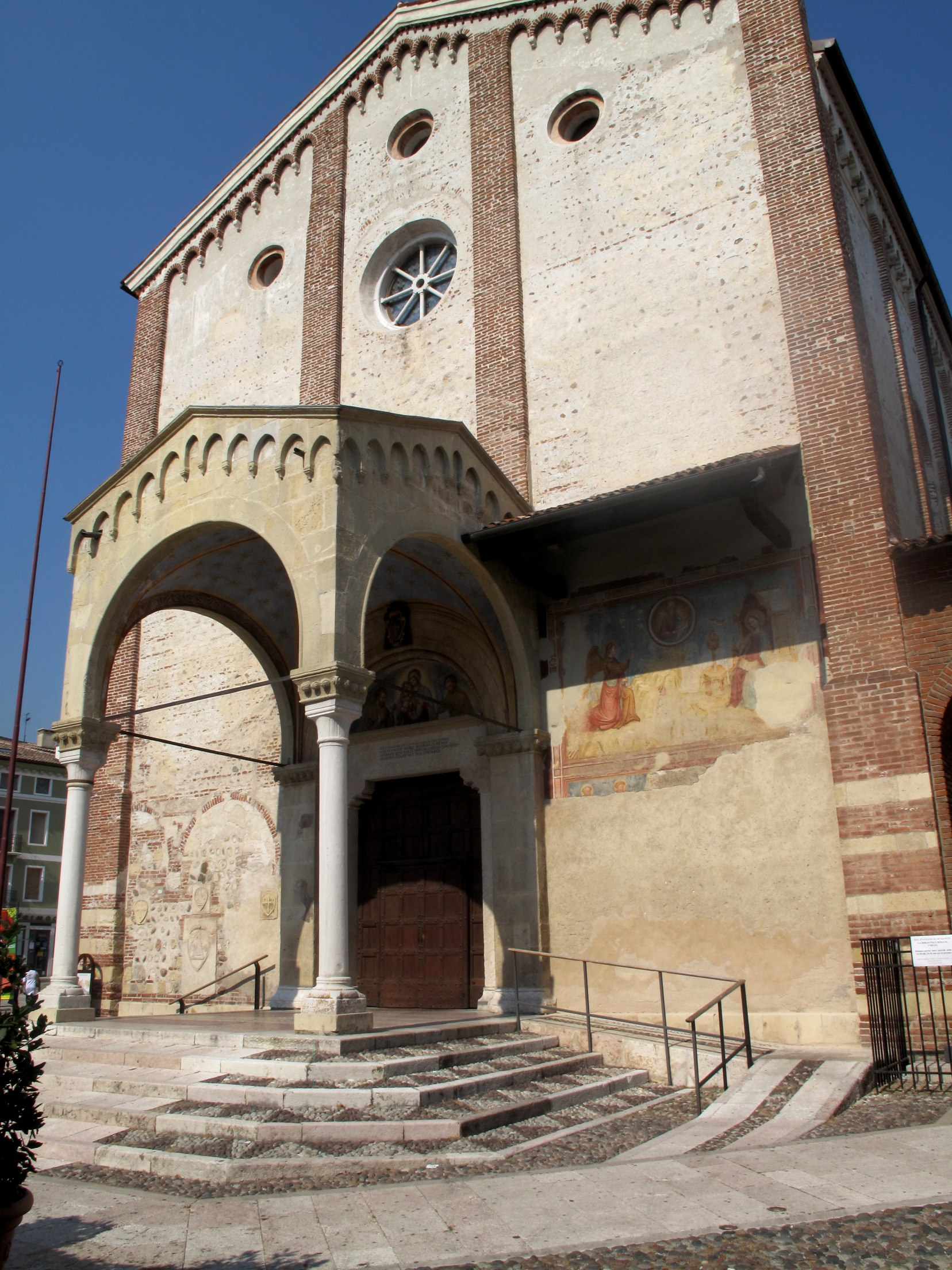
Igreja do convento de São Francisco em Bassano, onde os Sartori têm sepulturas

Bassano del Grappa sujeitou-se a Veneza em 1404 e a partir do fim do século XVI a comuna começou a assumir o papel de principal sede dos Sartori vicentinos, mas iniciaram sua penetração antes disso, vindo vários grupos em diferentes momentos, principalmente de Asiago, Enego, Valstagna e Vicenza. Em 1361 Gualberto é citado possuindo casa em Bassano. Ferraro, filho de Grandone de Asiago, junto com sua mulher Bona, em 1436 cedeu terras que tinha no distrito de Marchesane em Bassano ao convento de São Francisco em troca da celebração de uma missa por ano em benefício de suas almas. Ferraro residia em Angarano, antiga comuna independente mas hoje um distrito de Bassano, uma localidade também associada aos Sartori de Valstagna/Vicenza. Antonio, filho de Donato de Enego, em 1457 tinha terras em Bassano. Em 1458 Bassano Sartore vivia em Bassano. Giovanni Antonio filho do já citado Bertoldo de Castegna aparece em 1502 comprando terras por 32 ducados de ouro em Angarano. No fim do século XVI a família tinha 150 campos em Angarano.
Estabelecida às margens do Brenta, era uma comuna pequena mas dinâmica, desempenhava um significativo papel na rede comercial da madeira como a base de um importante mercado regional e uma alfândega, recebia madeira colhida em uma região de cerca de mil km2, e tinha um porto fluvial que oferecia uma parada técnica obrigatória para a madeira que descia das montanhas pelo Brenta, pois ali, já na planície, os troncos que vinham flutuando livres no rio, eram atados entre si formando balsas a fim de seguir viagem até Pádua e Veneza. Os interesses comerciais dos Sartori ali encontraram um local propício para uma melhor articulação, e também porque Bassano se localizava bem mais próxima do que Vicenza das suas muitas propriedades. Segundo Francesco Vianello, "tinham mais interesses no vale do Brenta algumas famílias estabelecidas em Bassano mas originárias daquelas terras, entre as quais os Sartori, os Carraro, os Perli e os Scolari, somente para elencar algumas, que embora dispondo de palácio em Bassano, mantinham residências e propriedades nos locais de onde eram originários, onde haviam construído a base de sua riqueza". Walter Panciera diz:

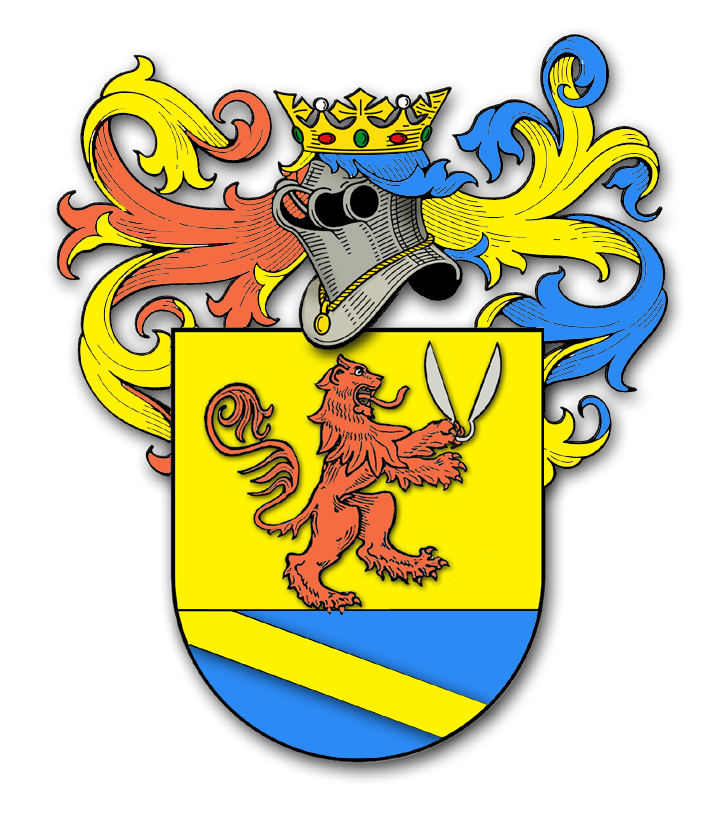
Brasão do grupo de Bassano del Grappa.

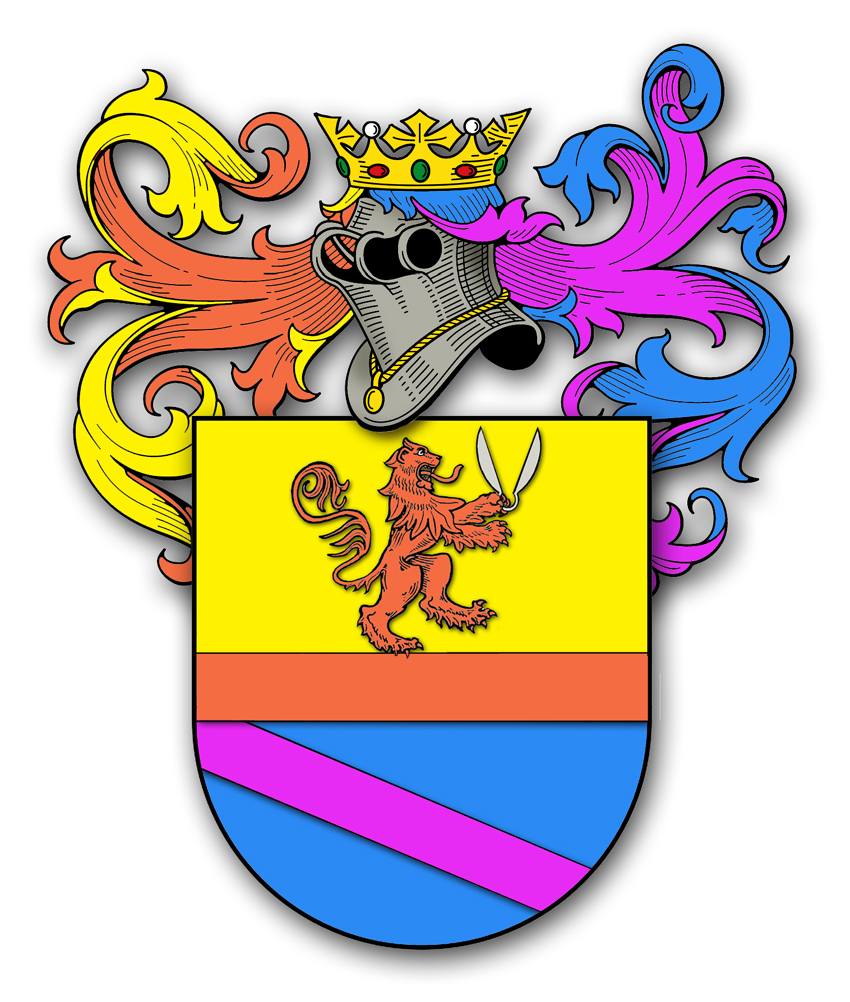
Variante do brasão do grupo de Bassano del Grappa, datado do século XVII. No século XVIII uma outra variante ligeiramente diferente, com o leão verde, foi inscrito na fachada da Casa Sartori-Moritsch.

"O mercado de madeira entre o tardo medievo e o século XVI foi um negócio exclusivo de um punhado de famílias da Baixa Valsugana vicentina (Valstagna, Oliero) e bassanese (Primolano, Carpanè, Solagna), mas não sem a presença de empreendedores provenientes de outros centros aos pés das montanhas, como Grigno e Fonsazo, próximos de Pádua e Veneza. Com o passar do tempo, por outro lado, ocorreu uma progressiva concentração de comerciantes em Bassano, para onde, a partir do século XVI e depois também no século seguinte, se transferiram algumas importantes famílias de mercadores-empreendedores, como os Sartori, os Perli, os Gardellini, sem dúvida a fim de aproveitar na cidade maior diversificação de oportunidades econômicas, sem falar na comodidade de viver em um ambiente urbano pequeno, mas vivaz e bem estruturado, centro de feiras e de mercado. [...] O sinal de sua importância crucial e de sua intensa atividade é dado pela presença de grupos de comerciantes provenientes de áreas mais distantes, e depois, grosso modo a partir da metade do século XVII, pela penetração de grande capital nobre veneziano, de famílias como os Contarini, Venier, Capello, o que permitiu uma contínua renovação das empresas e uma maior integração com toda a economia regional".
As vantagens que a comuna oferecia foram expressas no requerimento para obtenção da cidadania bassanese dirigido ao Conselho, declarando que era um sítio aprazível e que permitiria exercitar com utilidade e decoro seu ofício de mercadores. Foram uma das famílias mais ricas da cidade, e segundo o Comitato per la Storia di Bassano, ali fizeram fama e alcançaram "uma posição social de primeira grandeza". Em Bassano a posse dos direitos de cidadania também vinha tradicionalmente acompanhada de uma qualidade nobilitante, e dava acesso ao Conselho e a cargos administrativos, mas para o exercício de cargos públicos exigia-se residência fixa na cidade e a posse de um patrimônio substancial. É de assinalar que a incompatibilidade entre o comércio e a nobreza, que começou a ganhar força nos principais centros italianos em meados do século XVI, e que foi uma das causas do desenobrecimento do grupo de Vicenza, só se tornaria uma ideologia consensual bem mais tarde em Bassano, nesta época ainda uma cidade que começava sua afirmação política e dependia fundamentalmente do comércio.
O signor Antonio de Valstagna, aquele que destruiu a capela com o Leão de São Marcos, teve pelo menos três filhos que viveram em Bassano: Francesco, Sebastiano e o signor Giuseppe (Iseppo). O "excelentíssimo signor" Girolamo, filho de Nicolò de Valstagna, foi feudatário em Foza, membro do Conselho de Bassano e provedor público de saúde nesta cidade, mas durante a peste de 1631 o povo suspeitou que estivesse escondendo doentes em sua casa, e então foi sequestrado e assassinado. De fato, ele próprio estava doente, como declarou em seu testamento. Seu irmão o signor Giulio foi pai do "muito ilustre signor dominus" Sartorio Sartori, nascido em 1605, casado com uma Bellavidi, rico patrício de Vicenza e Bassano, bem provido de aliados e protetores, e devido ao seu prestígio os excessos que cometeu eram sempre tratados com muita benevolência pelas autoridades. Em 1622 a família tinha uma casa em Valrovina, onde havia nascido o beato Lorenzino de Maróstica. Em 1663 venderam a Giacomo Horo a montanha Sasso Rosso em Foza pela fortuna de 2.025 ducados, compreendendo 245 campos, pastos e florestas.

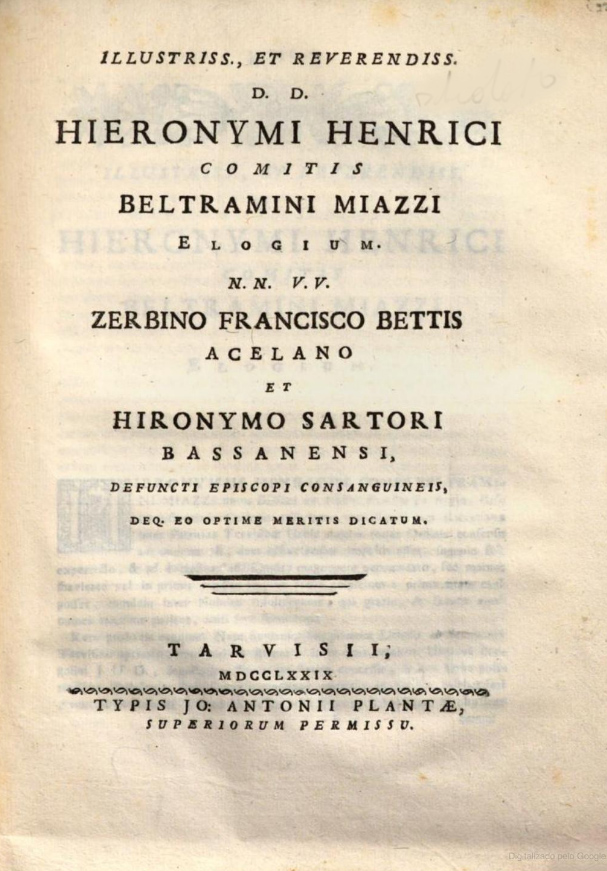
Capa de Eulogium, panegírico endereçado ao conde e bispo Girolamo Miazzi, escrito por Girolamo Sartori e Francesco Zerbino Betti, seus parentes consanguíneos, 1779

Giovanna Francesca, beneditina, foi abadessa do Venerando Mosteiro de São Jerônimo no fim do século XVIII. Girolamo II, filho de Giulio II e da nobre Angela Teresa Baggio, foi poeta de panegíricos, oitavas e sonetos, deixou um tratado sobre o matrimônio e um manuscrito narrando a história da família Sartori. Casado com a condessa Angela Brazolo, foi pai de Jacopo (Giacomo) Nicolò Sartorio Sartori (1764-1824), que deixou uma crônica histórica sobre Bassano, uma ode e outros escritos. Foi casado com Angela Berno, gerando Girolamo III Alvise Giacomo (1789), Angela (1790), Luigi (1791), Giacomo Nicolò (1791), Giulio IIII Antonio Sartorio (1793), Roberto Sartorio (1799-1872) e Angela (1810). Roberto foi funcionário do Monte di Pietà e poeta. Giulio III foi poeta e membro da Accademia degli Intraprendenti.
Ao contrário do que ocorreu em Vicenza, em Bassano os Sartori por muito tempo ocuparam importantes posições na administração pública e no Conselho, conseguindo o ingresso no fim de uma ampla reorganização da classe dirigente, que entre os séculos XV e XVI sofreu um processo de fechamento, tornando o acesso ao Conselho muito mais difícil, restrito a um pequeno grupo de famílias. Depois de Antonio e Nicolò, admitidos no Conselho em 1599, a família participou do Conselho pelo menos até o fim do século XVIII. Jacopo, Alvise e Giulio eram conselheiros em 1796. Neste ano, durante a invasão francesa, a propriedade de Jacopo na zona rural abrigou tropas italianas. Ali houve combates e suas terras foram completamente devastadas.
Foram confirmados na nobreza de Bassano em 1726, estatuto reconhecido pela República de Veneza, e foram reconfirmados como nobres em 1816, 1821, 1841 e 1897. Sua principal residência em Bassano, hoje conhecida como Casa Sartori-Moritsch, foi declarada "de interesse cultural particularmente importante" pelo Ministério dos Bens e Atividades Culturais.

### Crespano e Possagno

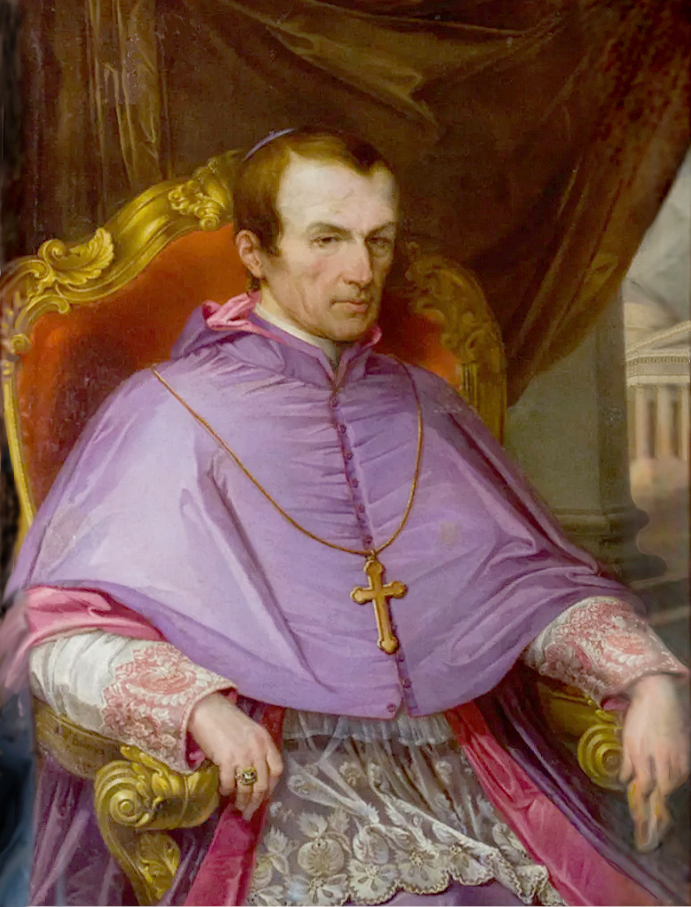
O bispo Giovanni Battista Sartori

Em Crespano del Grappa fixou-se um grupo pequeno, mas que merece lembrança por ser o berço do notável Giovanni Battista Sartori (1775-1858), bispo de Mindo e conselheiro papal. Este grupo descendia do grupo original de Roana, havia se transferido para Bassano por algum tempo, e depois para Crespano, sendo incluído na nobreza de Bassano em 1760 por decreto do doge de Veneza. Através de sua mãe, Giovanni Battista foi meio-irmão do celebrado escultor Antonio Canova, contribuindo valiosamente, como seu secretário e fac-totum, para a promoção da sua carreira artística. Ele e Canova foram os responsáveis pela recuperação de um precioso tesouro de arte confiscado por Napoleão na Itália. Depois da morte de Canova fixou residência definitiva em Possagno, onde, como seu herdeiro universal, terminou de construir o Templo Canoviano e, com o riquíssimo espólio artístico deixado pelo irmão, fundou o Museu Canoviano e beneficiou diversos museus em Bassano del Grappa, Florença, Parma, Piacenza, Treviso, Veneza e Asolo. O bispo foi também homem de vasta cultura, um reputado comentarista de autores gregos e latinos e tradutor de tragédias gregas e textos aramaicos, patrocinou com seus próprios recursos o embelezamento de igrejas e a construção de escolas, estradas, pontes, fontes e outras obras públicas em Possagno e Crespano, fez dotações financeiras para vários orfanatos e asilos, doou importantes coleções de moedas para vários museus e coleções de manuscritos e livros raros para os seminários de Treviso e Pádua. Por seus méritos foi distinguido com os títulos de cidadão honorário de Bassano e comendador da Ordem da Coroa de Ferro.

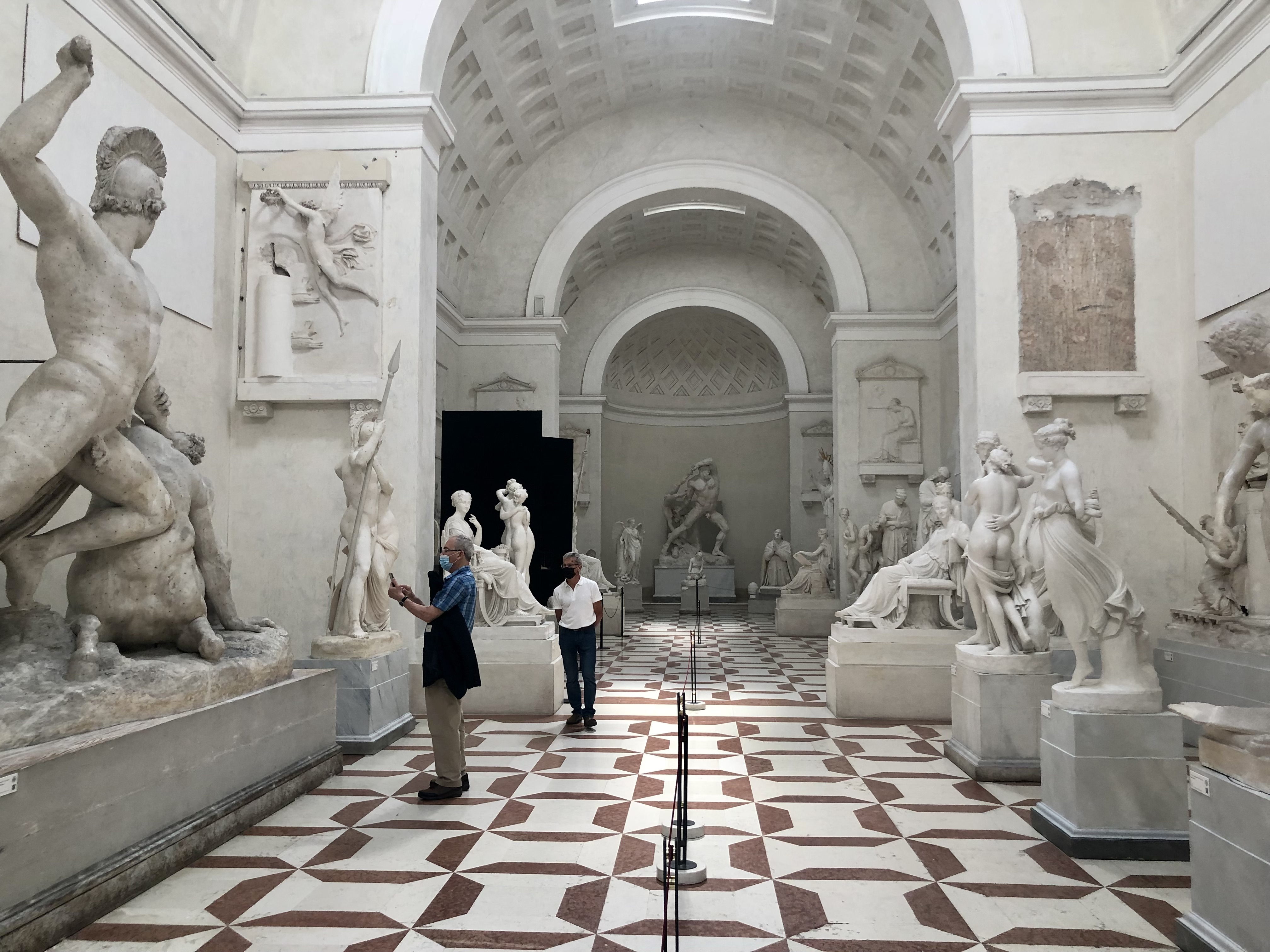
A gipsoteca do Museu Canoviano

O bispo deixou como herdeira sua única sobrinha, Antonietta Sartori Bianchi, que recebeu do tio um importante grupo de obras de Canova, colaborou na organização do Museu Canoviano, participou da criação e foi incansável colaboradora do Instituto de Clérigos Regulares das Escolas de Caridade de Possagno, idealizado por seu segundo marido, o conde Filippo Canal, e financiado generosamente por Sartori. Foi elogiada por Domenico Villa, arcipreste de Bassano, como dotada de "raros dotes de mente e de coração", e por Laura Roberti-Lugo, que a chamou de "senhora cultíssima" ao dedicar-lhe um volume de crônicas em formato de epístolas do seu finado marido, o literato Ambrogio Lugo, publicado em 1868. Falecida em torno de 1874, Antonietta deixou em testamento um legado de cem mil liras para a fundação em Crespano de um instituto para crianças pobres nascidas em Crespano e Possagno, que veio a ser constituído legalmente em 6 de maio de 1880 com o nome de Obra Pia Bianchi-Canal.

### Primiero
Fiera di Primiero no fim da Idade Média era um feudo da família Welsperg e estava sob a jurisdição austríaca. Começou sua consolidação como importante centro econômico regional em meados do século XV, com a exploração de suas minas de ouro, prata e chumbo e suas extensas florestas. Em vista desses recursos, desde o fim do século a vila atraiu uma grande quantidade de operários, técnicos, mercadores, empreendedores, madeireiros, nobres, notários e jurisconsultos, sendo virtualmente tomada por estrangeiros, formando-se uma cultura própria e uma sociedade dinâmica alheias ao meio rural circundante. As florestas locais atraíram o interesse de membros do ramo de Valstagna, que ali compraram terras e estabeleceram serrarias, explorando madeira desde o início do século XVI até o início do século XVII, conduzindo os negócios em pessoa. Em 1565 viviam em Primiero as famílias dos irmãos Zaneto, Zuan Piero e Sebastian, aparecendo em uma lista de pagamento de impostos sobre terras. Em 1591 a família foi multada por infração das regras de corte de árvores. Segundo o historiador Corrado Trotter, a família se tornou uma das mais notáveis ao longo da história de Primiero pela riqueza e extensão de patrimônio fundiário, sendo dona de grande parte dos distritos de Molaren, Colaor, Villa Sofia, Fedai e outros locais. Em 1866 a família comprou as minas de chumbo do distrito de Transacqua, mas pouco depois foram abandonadas.
Em 1691 Pelegrin estabeleceu contrato com a vila vizinha de Mezzano, também no feudo Welsperg, para comércio de sal. No século XVIII se destaca o engenheiro Fioravante, fundador de uma dinastia de notários e cavaleiros. Antonio filho de Fioravante foi notário em Pieve di Soligo e Solighetto e em 1792 era chanceler de Primiero. Giovanni Battista e Giovanni Maria foram notários em Tarzo. Raimondo foi diretor de um jornal voltado às escolas normais em 1793, no início do século XIX era diretor dos Correios e em 1813 teve sua casa depredada por populares porque havia instalado o brasão com a águia napoleônica na torre da casa (neste período a região esteve sob o controle de Napoleão). Possuiu também a Villa Caneva no distrito de Tonadico, que ampliou entre 1829 e 1830. Em 1844 era juiz distrital de Primiero, montou uma grande coleção de Ciências Naturais, e em 1848 trabalhava como perito agrimensor; neste ano tentou inflamar a população contra a Áustria em prol da unificação ao Reino Lombardo-Vêneto, mas encontrou feroz oposição popular e foi acusado de conspiração pelo governo austríaco. Em 1852 Fioravante construiu em suas terras uma escola para a comuna. Vigilio era curador do Pretório em 1857. Augusto foi malacologista, geômetra, arquiteto e como engenheiro régio trabalhou para a construção das estradas de ferro Ivrea-Aosta e Brindisi-Lecce em meados do século XIX. Don Giuseppe na década de 1850 foi pároco de Canal San Bovo e entre 1859 e 1866 foi decano da paróquia de Santa Maria Assunta de Primiero, sendo o responsável pela instalação das irmãs Clarissas e provavelmente pela compilação dos registros de matrimônio. Marquardo foi engenheiro e meteorologista. Lina fez no fim do século XIX uma importante compilação de material sobre a história da mineração na área de Primiero.

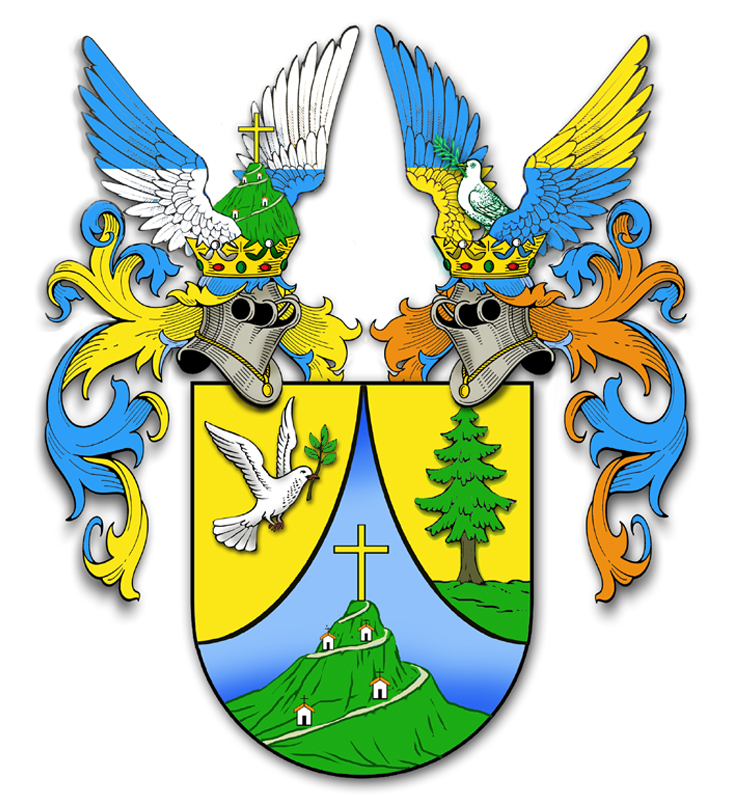
Brasão dos cavaleiros Sartori de Montecroce.

Em 1848 Federico era o maior proprietário privado de terras depois do conde Welsperg, e na década de 1870 fez uma importante doação de livros para a Biblioteca Comunal de Trento. Casado com Amalia Paternò, teve a filha Virginia Maria Teresa (1844-1879), que desde jovem manifestou interesse pelos pobres e uma vocação religiosa, tomou o hábito de monja no convento das Filhas da Caridade de Trento, depois ingressando em 1867 na Ordem Servita. Colaborou em grupos de jovens e na instalação das Filhas do Sagrado Coração de Jesus em Primiero a partir de 1870. Mantinha uma férrea disciplina pessoal, tornou-se conhecida por uma grande virtude e caridade, se entregava a variadas mortificações, e deixou escritos de inclinação mística, além de um método didático para aperfeiçoamento espiritual. A ela se atribuem várias graças e curas, sendo chamada popularmente de santa. Seu irmão Teofilo fez o ginásio em Bressanone e começou a estudar Medicina em Pádua, mas então alistou-se no exército de Garibaldi, lutando por dois anos, quando caiu doente e voltou para casa, onde faleceu em 1870. Seu outro irmão Candido foi professor de Filosofia no Ginásio de Treviso, secretário da Liga Filantrópico-Educativa Trevisana e membro fundador da União Liberal, também de caráter filantrópico. Outro irmão, Riccardo, teve uma villa em Molaren, onde montou em meados do século um observatório meteorológico.

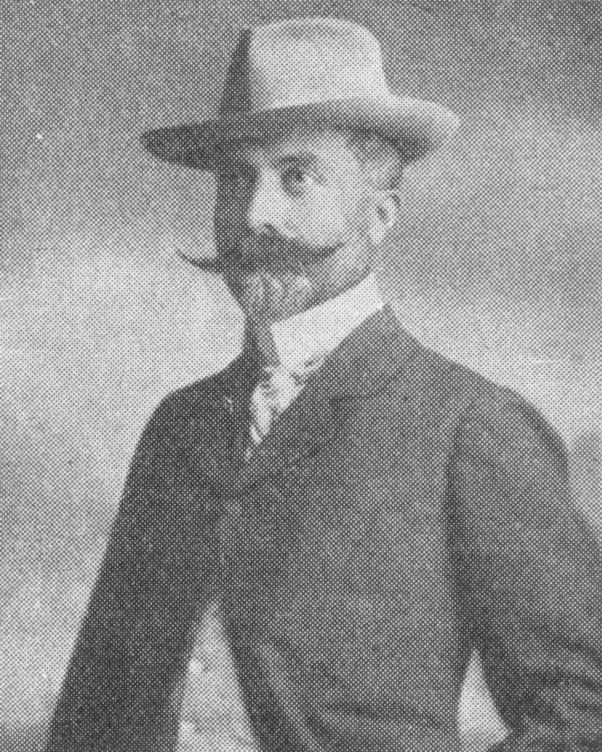
O cavaleiro Tullio Sartori-Montecroce.

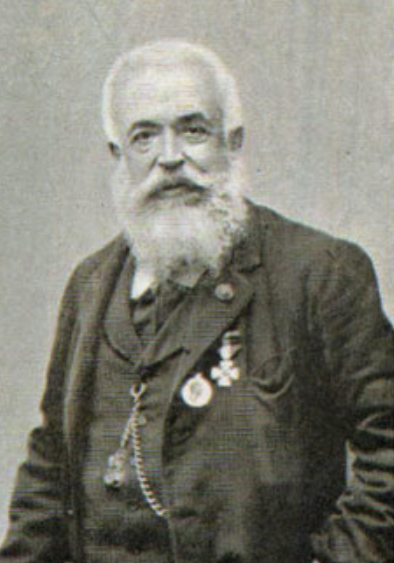
O cavaleiro Luigi Sartori.

O notário Francesco Antonio em 1793 compilou o cadastro fundiário do distrito de Tonadico, em 1797 era deputado geral da comuna de Primeiro e deputado do vale de Primiero, em 1810 foi nomeado chanceler feudal junto à Corte de Justiça de Trento, e entre 1809 a 1813 foi deputado distrital. Giovanni, filho de Francesco Antonio, nascido em 1808, estudou Direito em Innsbruck e entrou para o serviço imperial austríaco, sendo nomeado adjunto da Justiça Distrital e Criminal de Primiero. Depois tornou-se conselheiro imperial, diretor do Departamento Governativo para o Tirol Italiano e entre 1861-1866 e 1868-1869 foi deputado da Dieta de Innsbruck para o distrito de Fiemme, Fassa e Primiero. Fiel ao império austríaco, que então dominava esta região, mas também às suas origens étnicas, lutou pela criação de uma universidade em língua italiana em Innsbruck. Angelo Ara o considerou um dos mais significativos exemplos dessa dupla lealdade austro-italiana na burocracia estatal de seu tempo. Pelos seus relevantes serviços foi nomeado cavaleiro hereditário da Ordem da Coroa de Ferro, com o predicado Sartori de Montecroce, recebendo um novo brasão. Convenceu a Dieta a construir uma estrada para contornar o bloqueio do Passo de Rolle, que deixara Primiero isolada, e em homenagem a esta iniciativa a comunidade batizou um distrito com o nome Montecroce.
Seu filho, o cavaleiro Tullio Sartori-Montecroce (1862-1905), foi notado jurista, professor e historiador do Direito. Estudou no Ginásio de Trento e depois no de Innsbruck, formou-se em Filosofia em Trento, com estudos avançados em Munique. Voltando a Innsbruck, laureou-se em Jurisprudência em 1890. No ano seguinte defendeu tese sobre o Direito Estatutário da Comunidade de Fiemme, que até hoje é sua obra mais louvada, obtendo a livre docência em Direito Germânico, matéria que passou a ensinar para os alunos italianos da Universidade de Innsbruck, junto com História do Direito Público Austríaco. Em 1904 assumiu o cargo de chefe do curso em italiano da nova Faculdade de Direito e Ciência Política de Innsbruck. Deixou várias outras obras de história do Direito, entre elas Un progetto d'erezione di una Università a Trento nel XVI secolo (1899), Di un tentativo dei giureconsulti trentini di ottenere il privilegio di conferire la laurea (1900), Geschichte des landschaftlichen Steuerwesens in Tirol, von K. Maximilian bis Maria Theresia (1902), Corso di storia del diritto pubblico germanico (publicação póstuma, 1908). O barão Tullio II Sartori-Montecroce estudou em Munique, Viena e Innsbruck, trabalhou como engenheiro e em 1926 casou com Anne Pearson Hall, cidadã norte-americana de proeminente família de Connecticut.
Ainda de Primiero é o cavaleiro Luigi Sartori, célebre como um dos pioneiros da apicultura moderna, professor e diretor governamental de apicultura em Milão, inventor de vários tipos de colmeias e favos móveis, recebeu várias distinções e medalhas e uma joia de diamantes em forma de abelha do imperador da Áustria. Lembrado como um inovador, apicultor ilustre, professor e palestrante brilhante, dotado de profundo conhecimento e notável capacidade de comunicar suas ideias com clareza e eficiência. Segundo Fontana & Angeli, "Sartori tornou-se ainda famoso pelo projeto de apiários espetaculares. [...] Acima de tudo, Sartori foi um dos primeiros apicultores em nível internacional a codificar e racionalizar a criação de rainhas. [...] De fato, os manuais e palestras de Sartori contribuíram enormemente para o progresso da apicultura italiana". Deixou três tratados que se tornaram obras de referência: Trattato di apicultura razionale (1866); L'apicoltura in Italia. Manuale tecnico-pratico-industriale per la coltivazione razionale del mellifero insetto col favo mobile e col favo fisso (1878, ricamente ilustrado, com a colaboração de Andrea de Rauschenfels), e L'arte di coltivare le api ossia conferenze apistiche teorico-pratiche (1900).

### Brasil

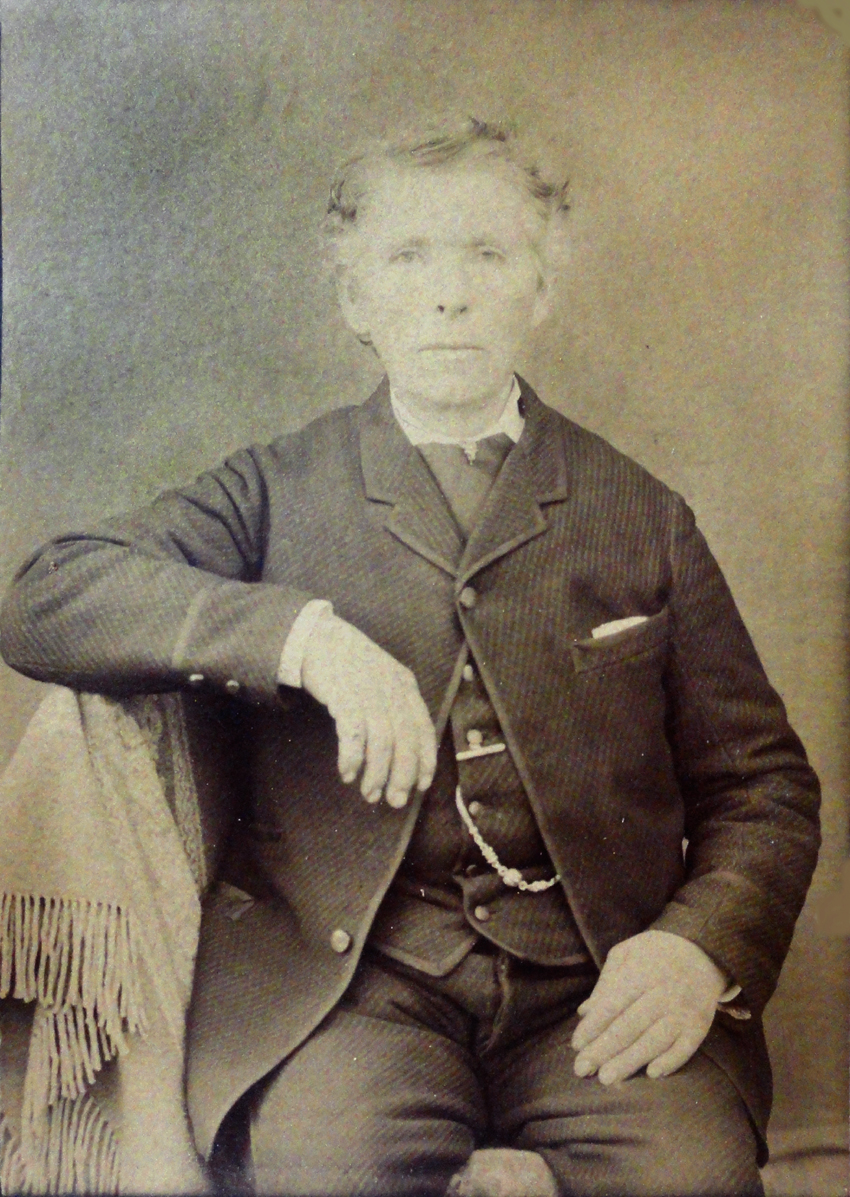
Salvador Sartori.

O ramo brasileiro foi fundado por quatro filhos de Angelo Sartori de Vicenza e Giacoma Bianchin-Toffolon: Antonio, casado com Angela Pillon; Francesco, casado com Anna Pellizer; Lorenzo, casado com Eva Maria Casagrande, e Salvador Sartori, casado com Angela Zancaner. Somente Salvador nasceu em Vicenza, os outros irmãos já nasceram em Cornuda, na Província de Treviso, para onde a família se transferiu em torno de 1830. Os irmãos viajaram juntos e chegaram em Caxias do Sul em 20 de fevereiro de 1879. Os três primeiros se fixaram na zona rural, viveram como agricultores e sua descendência permaneceu majoritariamente ligada ao campo. Salvador adquiriu três lotes rurais mas era comerciante, e comprou também vários terrenos no centro urbano, onde veio a se estabelecer e ganhar proeminência.
Montou um comércio na praça Dante Alighieri, o centro do nascente povoado, e a partir de 1883 seus negócios se ampliam com um curtume, uma bodega, uma sapataria e um açougue, além de produzir vinho. Projetou-se como uma liderança na política e na religião, foi fabriqueiro da primeira Matriz e co-fundador da Igreja de São Pelegrino, um dos fundadores e primeiros dirigentes do diretório do Partido Republicano Riograndense, membro da primeira Junta Governativa e do primeiro Conselho. Foi saudado por Lorenzo Cichero como "benemérito" e "um dos expoentes da fundação de Caxias", e por Mário Gardelin como "personalidade de grande relevo na vida de Caxias", com "muitos e exitosos descendentes", sendo o patriarca de uma família que, nas palavras de Ângelo Costamilan, faria parte "da mais fina flor da sociedade caxiense". Em sua vasta descendência podem ser citados:

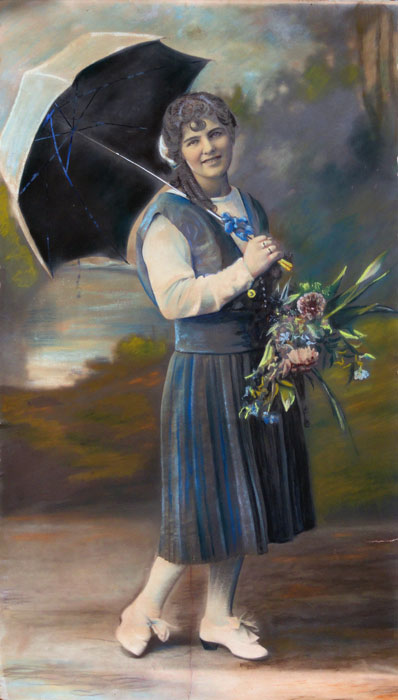
Ida Sartori Paternoster. Foto-pintura de grandes dimensões de Júlio Calegari.

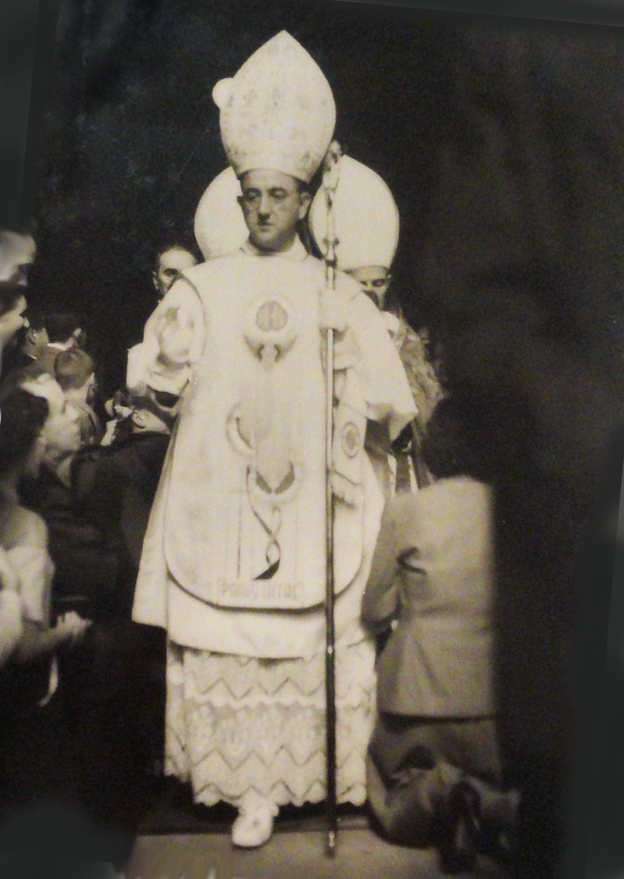
Bispo Luis Victor Sartori.

Carolina, uma das fundadoras e conselheira da Associação Damas de Caridade, entidade beneficente de relevante trajetória, fundadora e mantenedora do Hospital Pompeia. Amália, fundadora da primeira capela e uma grande benemérita da Igreja de São Pelegrino. Ida, sócia de honra do Esporte Clube Juventude, uma das fundadoras e presidente de honra do grupo cultural Éden Juventudista, considerada uma mulher à frente de seu tempo e uma das personalidades femininas caxienses mais notáveis de sua geração. Attilio, um dos fundadores do Theatro Apollo em Caxias e depois fazendeiro de café em São Paulo, onde deixou descendência.
Ludovico foi grande comerciante, latifundiário, um dos fundadores da Sociedade Príncipe de Nápoles, um dos fundadores e diretor da Associação dos Comerciantes, sócio dos primeiros cinemas da cidade, capitão da Guarda Nacional e por muitos anos fabriqueiro da Catedral de Caxias. Seu filho Honorino foi jornalista, um dos fundadores do Esporte Clube Juventude, grande jogador e depois conselheiro, presidente, sócio de honra e sócio benemérito do clube.
Alberto foi um dos maiores exportadores de vinho de Caxias, dono de vários hotéis, tenente da Guarda Nacional e sub-intendente no 3º Distrito. Seu filho Luís Victor foi capelão coadjutor da Catedral de Caxias, cura da Catedral de Porto Alegre, capelão da Igreja do Espírito Santo, do Asilo da Providência e do Mosteiro das Carmelitas, diretor do Departamento Militar da Ação Católica e depois bispo de Santa Maria, onde foi um importante líder comunitário e figura ativa na articulação do golpe militar de 1964, um dos pioneiros da radiofonia em Santa Maria, um dos fundadores da Faculdade de Direito (depois incorporada à UFSM), e construtor do Seminário Diocesano São José. Lembrado por João Spadari Adami como "notável orador e escritor sacro", ao morrer foi louvado pelo líder da bancada do MDB na Assembleia Legislativa como "figura excepcional, cujos serviços prestados à nossa gente jamais serão esquecidos pelo muito que enriqueceram o patrimônio espiritual do nosso estado".
Paulo Pedro foi um dos fundadores e presidente da Associação dos Cronistas Esportivos de Porto Alegre, juiz do Tribunal de Justiça Desportiva, redator dos jornais Hoje e Jornal do Dia, presidente da Federação Atlética Riograndense, vice-presidente e conselheiro da Associação Riograndense de Imprensa, diretor do Departamento de Fiscalização dos Serviços de Diversões Públicas, órgão que exercia a censura no tempo da ditadura, e secretário-geral da Federação das Associações Comerciais.
Pedro Luiz é doutor em Mineralogia e Petrologia, professor titular e chefe do Centro de Ciências Naturais e Exatas do Departamento de Geociências da Universidade Federal de Santa Maria, membro da Comissão Editorial da revista Disciplinarum Scientia, consultor científico do International Symposium on Granites and Associated Mineralizations e autor de extensa bibliografia científica.